# Posłowie na Sejm Rzeczypospolitej Polskiej I kadencji (1991–1993)
Posłowie na Sejm Rzeczypospolitej Polskiej I kadencji – posłowie wybrani podczas wyborów parlamentarnych, które odbyły się w dniu 27 października 1991.
Pierwsze posiedzenie odbyło się 25 i 26 listopada 1991, a ostatnie, 45. – 27, 28 i 29 maja 1993. Kadencja Sejmu trwała od 25 listopada 1991 do 31 maja 1993. Pierwotnie miała upłynąć pomiędzy 29 listopada 1995 a 19 grudnia 1995, jednak Sejm został rozwiązany zarządzeniem prezydenta RP z 29 maja 1993.
Kluby i koła na pierwszym posiedzeniu Sejmu I kadencji i stan na koniec kadencji.
| \| Ugrupowanie polityczne \| Ugrupowanie polityczne \| XI 1991 \| V 1993 \| +/– \| \| ---------------------- \| ---------------------------------------------------- \| ------- \| ------ \| --- \| \| \| Unia Demokratyczna \| 62 \| 57 \| 5 \| \| \| Sojusz Lewicy Demokratycznej \| 59 \| 59 \| \| \| \| Konfederacja Polski Niepodległej \| 51 \| 47 \| 4 \| \| \| Polskie Stronnictwo Ludowe[a] \| 50 \| 49 \| 1 \| \| \| Zjednoczenie Chrześcijańsko-Narodowe[b] \| 49 \| 42 \| 7 \| \| \| Porozumienie Centrum[c] \| 42 \| 23 \| 19 \| \| \| Kongres Liberalno-Demokratyczny[d] \| 37 \| – \| 37 \| \| \| Porozumienie Ludowe \| 28 \| 18 \| 10 \| \| \| Niezależny Samorządny Związek Zawodowy „Solidarność” \| 27 \| 26 \| 1 \| \| \| Polski Program Gospodarczy[d] \| 13 \| – \| 13 \| \| \| Mniejszość Niemiecka \| 7 \| 7 \| \| \| \| Chrześcijańska Demokracja \| 5 \| 6 \| 1 \| \| \| Partia Chrześcijańskich Demokratów[d] \| 5 \| – \| 5 \| \| \| Solidarność Pracy[d] \| 5 \| – \| 5 \| \| \| Partia X[d] \| 3 \| – \| 3 \| \| \| Polska Partia Przyjaciół Piwa[d] \| 3 \| – \| 3 \| \| \| Unia Polityki Realnej \| 3 \| 4 \| 1 \| \| \| Polski Program Liberalny[e] \| – \| 48 \| – \| \| \| Konwencja Polska[f] \| – \| 28 \| – \| \| \| Ruch dla Rzeczypospolitej[g] \| – \| 16 \| – \| \| \| Unia Pracy[h] \| – \| 6 \| – \| \| \| Akcja Polska[i] \| – \| 3 \| – \| \| \| Partia Emerytów i Rencistów „Nadzieja”[j] \| – \| 3 \| – \| \| \| Posłowie niezrzeszeni[k] \| 11 \| 18 \| 7 \| \| Razem \| Razem \| 460 \| 460 \| 460 \| | Podział 460 mandatów: SLD: 59 PSL: 50 PL: 28 NSZZ „Solidarność”: 27 UD: 62 KPN: 51 PC: 42 KLD: 37 ZChN: 49 Pozostali: 55 |         |        |     |
| Ugrupowanie polityczne | Ugrupowanie polityczne                                                                                                   | XI 1991 | V 1993 | +/– |
| | Unia Demokratyczna | 62      | 57     | 5   |
| | Sojusz Lewicy Demokratycznej                                                                                             | 59      | 59     |     |
| | Konfederacja Polski Niepodległej                                                                                         | 51      | 47     | 4   |
| | Polskie Stronnictwo Ludowe                                                                                               | 50      | 49     | 1   |
| | Zjednoczenie Chrześcijańsko-Narodowe                                                                                     | 49      | 42     | 7   |
| | Porozumienie Centrum | 42      | 23     | 19  |
| | Kongres Liberalno-Demokratyczny                                                                                          | 37      | –      | 37  |
| | Porozumienie Ludowe | 28      | 18     | 10  |
| | Niezależny Samorządny Związek Zawodowy „Solidarność”                                                                     | 27      | 26     | 1   |
| | Polski Program Gospodarczy                                                                                               | 13      | –      | 13  |
| | Mniejszość Niemiecka | 7       | 7      |     |
| | Chrześcijańska Demokracja                                                                                                | 5       | 6      | 1   |
| | Partia Chrześcijańskich Demokratów                                                                                       | 5       | –      | 5   |
| | Solidarność Pracy | 5       | –      | 5   |
| | Partia X | 3       | –      | 3   |
| | Polska Partia Przyjaciół Piwa                                                                                            | 3       | –      | 3   |
| | Unia Polityki Realnej | 3       | 4      | 1   |
| | Polski Program Liberalny                                                                                                 | –       | 48     | –   |
| | Konwencja Polska | –       | 28     | –   |
| | Ruch dla Rzeczypospolitej                                                                                                | –       | 16     | –   |
| | Unia Pracy | –       | 6      | –   |
| | Akcja Polska | –       | 3      | –   |
| | Partia Emerytów i Rencistów „Nadzieja”                                                                                   | –       | 3      | –   |
| | Posłowie niezrzeszeni | 11      | 18     | 7   |
| Razem | Razem | 460     | 460    | 460 |

## Prezydium Sejmu I kadencji
| Poseł                                                               | Poseł                  | Funkcja             | Klub/Koło                                 | Czas pełnienia funkcji | Czas pełnienia funkcji | Czas pełnienia funkcji    |
| Poseł                                                               | Poseł                  | Funkcja             | Klub/Koło                                 | Od                     | Do                     | Do                        |
| ------------------------------------------------------------------- | ---------------------- | ------------------- | ----------------------------------------- | ---------------------- | ---------------------- | ------------------------- |
|                                                                     | Aleksander Małachowski | Marszałek senior    | KP Solidarność Pracy                      | 25 listopada 1991(dts) | 25 listopada 1991(dts) | 25 listopada 1991(dts)    |
| Marszałek senior przewodniczy obradom Sejmu przed wyborem Prezydium |                        |                     |                                           |                        |                        |                           |
|                                                                     | Wiesław Chrzanowski    | Marszałek Sejmu     | KP Zjednoczenia Chrześcijańsko-Narodowego | 25 listopada 1991(dts) | 31 maja 1993           | 14 października 1993(dts) |
|                                                                     | Henryk Bąk             | Wicemarszałek Sejmu | KP Porozumienie Ludowe                    | 25 listopada 1991(dts) | 31 maja 1993           | 14 października 1993(dts) |
|                                                                     | Andrzej Kern           | Wicemarszałek Sejmu | KP Porozumienia Centrum                   | 25 listopada 1991(dts) | 31 maja 1993           | 14 października 1993(dts) |
|                                                                     | Jacek Kurczewski       | Wicemarszałek Sejmu | Klub Polski Program Liberalny             | 25 listopada 1991(dts) | 31 maja 1993           | 14 października 1993(dts) |
|                                                                     | Dariusz Wójcik         | Wicemarszałek Sejmu | KP Konfederacji Polski Niepodległej       | 25 listopada 1991(dts) | 31 maja 1993           | 14 października 1993(dts) |
|                                                                     | Józef Zych             | Wicemarszałek Sejmu | KP Polskiego Stronnictwa Ludowego         | 25 listopada 1991(dts) | 31 maja 1993           | 14 października 1993(dts) |

## Przynależność klubowa

### Stan na koniec kadencji
Posłowie I kadencji zrzeszeni byli w następujących klubach i kołach:
- Sojusz Lewicy Demokratycznej Klub Parlamentarny – 59 posłów, przewodniczący klubu Aleksander Kwaśniewski[5],
- Klub Parlamentarny Unia Demokratyczna – 57 posłów, przewodniczący klubu Bronisław Geremek[5],
- Klub Parlamentarny Polskiego Stronnictwa Ludowego – 49 posłów, przewodniczący klubu Waldemar Pawlak[5],
- Klub Polski Program Liberalny – 48 posłów przewodniczący klubu Jan Pamuła[5],
- Klub Parlamentarny Konfederacji Polski Niepodległej – 47 posłów, przewodniczący klubu Krzysztof Król[5],
- Klub Parlamentarny Zjednoczenia Chrześcijańsko-Narodowego – 42 posłów, przewodniczący klubu Stefan Niesiołowski[5],
- Klub Parlamentarny Konwencja Polska – 28 posłów, przewodniczący klubu Ireneusz Niewiarowski[5],
- Klub Parlamentarny NSZZ „Solidarność” – 28 posłów, przewodniczący klubu Bogdan Borusewicz[5],
- Klub Parlamentarny Porozumienia Centrum – 23 posłów, przewodniczący klubu Jarosław Kaczyński[5],
- Klub Parlamentarny Porozumienie Ludowe – 18 posłów, przewodniczący klubu Feliks Klimczak[5],
- Klub Parlamentarny Ruch dla Rzeczypospolitej – 16 posłów, przewodniczący klubu Jan Olszewski[5],
- Parlamentarne Koło Mniejszości Niemieckiej – 7 posłów, przewodniczący koła Henryk Kroll[5],
- Koło Poselskie Chrześcijańska Demokracja – 6 posłów, przewodniczący koła Józef Hermanowicz[5],
- Unia Pracy Koło Parlamentarne – 6 posłów, przewodniczący koła Aleksander Małachowski[5],
- Koło Parlamentarne Unii Polityki Realnej – 4 posłów, przewodniczący koła Lech Pruchno-Wróblewski[5],
- Koło Poselskie Akcji Polskiej – 3 posłów, przewodniczący koła Antoni Macierewicz[5],
- Koło Poselskie Partii Emerytów i Rencistów „Nadzieja” – 3 posłów, przewodniczący koła Adam Piechowicz[5],
- Posłowie niezrzeszeni – 18 posłów[5].

Przedstawicieli w Sejmie miał także Kongres Liberalno-Demokratyczny i inni.
| Sojusz Lewicy Demokratycznej Klub Parlamentarny | Sojusz Lewicy Demokratycznej Klub Parlamentarny | Sojusz Lewicy Demokratycznej Klub Parlamentarny | Sojusz Lewicy Demokratycznej Klub Parlamentarny |
| --- | --- | --- | --- |
| | | | |
| - Władysław Adamski - Bronisława Bajor - Anna Bańkowska - Andrzej Baraniecki - Leszek Biały - Tadeusz Biliński - Barbara Blida - Irmindo Bocheń - Marek Boral - Marek Borowski - Włodzimierz Cimoszewicz - Anna Dudkiewicz - Zbigniew Gorzelańczyk - Adam Halber - Kazimierz Iwaniec | - Tadeusz Iwiński - Jerzy Jankowski - Zbigniew Janowski - Jerzy Jaskiernia - Waldemar Jędryka - Tadeusz Jędrzejczak - Wiesław Kaczmarek - Józef Kaleta - Zbigniew Kaniewski - Marian Kozłowski - Aleksander Krawczuk - Aleksander Kwaśniewski - Krystyna Łybacka - Wit Majewski - Maciej Manicki | - Wacław Martyniuk - Marek Mazurkiewicz - Leszek Miller - Piotr Mochnaczewski - Irena Nowacka - Kazimierz Nowak - Józef Oleksy - Longin Pastusiak - Jacek Piechota - Józef Pilarczyk - Wojciech Saletra - Ireneusz Sekuła - Zbigniew Siemiątkowski - Izabella Sierakowska - Marek Siwiec               | - Zbigniew Sobotka - Wanda Sokołowska - Ewa Spychalska - Andrzej Szarawarski - Jerzy Szmajdziński - Czesław Śleziak - Zdzisław Tuszyński - Ryszard Ulicki - Danuta Waniek - Jerzy Wiatr - Janusz Zemke - Bogumił Zych - Marian Żenkiewicz - Ryszard Żochowski |
| Klub Parlamentarny Unia Demokratyczna | | | |
| | | | |
| - Marek Balicki - Andrzej Bober - Juliusz Braun - Jerzy Ciemniewski - Andrzej Czernecki - Marek Dąbrowski - Maria Dmochowska - Władysław Frasyniuk - Radosław Gawlik - Bronisław Geremek - Helena Góralska - Stanisław Handzlik - Józefa Hennel - Zbigniew Janas - Jan Kisiliczyk    | - Bronisław Komorowski - Jerzy Kopania - Józef Kowalczyk - Jan Król - Olga Krzyżanowska - Zygmunt Kufel - Jacek Kuroń - Barbara Labuda - Irena Lipowicz - Jan Lityński - Władysław Liwak - Tadeusz Mazowiecki - Józef Meisel - Piotr Nowina-Konopka - Janusz Onyszkiewicz                        | - Epaminondas Osiatyński - Andrzej Pawłowski - Jan Piskorski - Tadeusz Pokrywka - Piotr Polmański - Andrzej Potocki - Włodzimierz Puzyna - Jan Rokita - Ryszard Setnik - Grażyna Staniszewska - Joanna Staręga-Piasek - Hanna Suchocka - Tadeusz Syryjczyk - Tomasz Szczepuła - Kazimierz Szczygielski | - Iwona Śledzińska-Katarasińska - Jacek Taylor - Ludwik Turko - Anna Urbanowicz - Mariusz Wesołowski - Andrzej Wielowieyski - Gwidon Wójcik - Henryk Wujec - Jan Wyrowiński - Maria Zajączkowska - Jerzy Zdrada - Stanisław Żurowski                          |
| Klub Parlamentarny Polskiego Stronnictwa Ludowego | | | |
| | | | |
| - Andrzej Bajołek - Piotr Barciński - Aleksander Bentkowski - Witold Białobrzewski - Andrzej Borowski - Leszek Bugaj - Jan Bury - Józef Cinal - Zdzisław Domański - Marek Domin - Bronisław Dutka - Tadeusz Gajda - Zbigniew Galek                                                   | - Roman Jagieliński - Ryszard Jastrzębski - Stanisław Kalemba - Zofia Kowalczyk - Jan Kowalik - Mikołaj Kozakiewicz - Józef Łochowski - Aleksander Łuczak - Bogdan Łukasiewicz - Janusz Maćkowiak - Jan Majewski - Janusz Maksymiuk - Zbigniew Mierzwa                                           | - Wojciech Mojzesowicz - Waldemar Pawlak - Janusz Piechociński - Władysław Serafin - Henryk Siedlecki - Stanisław Sienkiewicz - Ryszard Smolarek - Jacek Soska - Marian Starownik - Franciszek Stefaniuk - Henryk Strzelecki - Tadeusz Sytek - Sławomir Szatkowski                                     | - Jan Szczepaniak - Bogumił Szreder - Włodzimierz Wiertek - Zenon Witt - Józef Woroszczak - Władysław Wrona - Wojciech Zarzycki - Józef Zych - Władysław Żabiński - Stanisław Żelichowski                                                                     |
| Klub Polski Program Liberalny | | | |
| | | | |
| - Paweł Abramski - Eugeniusz Aleksandrowicz - Andrzej Arendarski - Tomasz Bańkowski - Jan Bielecki - Dariusz Boguski - Michał Boni - Tomasz Brach - Sławomir Chabiński - Bogusław Choina - Mirosław Drzewiecki - Jerzy Dziewulski                                                    | - Zbigniew Eysmont - Jerzy Eysymontt - Witold Gadomski - Andrzej Hardy - Tomasz Holc - Filip Kaczmarek - Marek Kłoczko - Marek Koczwara - Dariusz Kołodziejczyk - Zbigniew Kośla - Jacek Kurczewski - Janusz Lewandowski                                                                         | - Jacek Merkel - Zenon Michalak - Marek Moszczyński - Jerzy Orłowski - Józef Orzeł - Jan Pamuła - Waldemar Pelc - Paweł Piskorski - Marcin Przybyłowicz - Władysław Reichelt - Janusz Rewiński - Jan Rzymełka                                                                                          | - Marek Samborski - Mirosław Sośnicki - Herbert Szafraniec - Donald Tusk - Cezary Urbaniak - Andrzej Urbański - Jarosław Ulatowski - Wiesław Wójcik - Andrzej Zakrzewski - Andrzej Zarębski - Jan Zylber - Krzysztof Żabiński                                 |
| Klub Parlamentarny Konfederacji Polski Niepodległej | | | |
| | | | |
| - Zbigniew Adamczyk - Andrzej Andrzejczak - Piotr Aszyk - Krzysztof Błażejczyk - Ryszard Bogusz - Zbigniew Brzycki - Andrzej Chmiel - Barbara Czyż - Zbigniew Frost - Bożena Gaj - Leszek Golba - Michał Janiszewski                                                                 | - Krzysztof Kamiński - Tomasz Karwowski - Janusz Koza - Janina Kraus - Krzysztof Król - Mirosław Lewandowski - Zygmunt Łenyk - Andrzej Mazurkiewicz - Elżbieta Michalak - Marek Michalik - Robert Moczulski - Henryk Opilo                                                                       | - Józef Pawelec - Wojciech Pęgiel - Katarzyna Pietrzyk - Waldemar Polczyński - Krzysztof Popenda - Wincenty Pycak - Barbara Różycka-Orszulak - Adam Sengebusch - Zbigniew Skorecki - Adam Słomka - Dariusz Sońta - Jerzy Synowiec                                                                      | - Przemysław Sytek - Andrzej Terlecki - Artur Then - Michał Tokarzewski - Robert Tromski - Jarosław Wartak - Kazimierz Wilk - Jarosław Woźniak - Dariusz Wójcik - Iwona Zakrzewska - Adam Ziemiński                                                           |
| Klub Parlamentarny Zjednoczenia Chrześcijańsko-Narodowego | | | |
| | | | |
| - Maria Barucka - Teresa Bazała - Jadwiga Berak - Włodzimierz Blajerski - Józef Błaszczeć - Wiesław Chrzanowski - Richard Czarnecki - Zbigniew Dyka - Tadeusz Godlewski - Henryk Goryszewski - Mariusz Grabowski                                                                     | - Jerzy Hrybacz - Marek Jurek - Grzegorz Kazimierski - Henryk Klata - Jerzy Kropiwnicki - Marcin Libicki - Jan Łopuszański - Adam Łukomski - Jerzy Matyjek - Jerzy Michalak - Waldemar Modzelewski                                                                                               | - Zygmunt Mogiła-Lisowski - Stefan Niesiołowski - Halina Nowina Konopka - Kazimierz Pękała - Jan Piątkowski - Feliks Pieczka - Marian Piłka - Stanisław Rakoczy - Grzegorz Schreiber - Waldemar Sikora - Marek Siwiec                                                                                  | - Maciej Srebro - Stanisław Stańdo - Halina Strębska - Alojzy Szablewski - Tomasz Szyszko - Jacek Turczyński - Aleksander Usakiewicz - Stanisław Wądołowski - Stanisław Zając                                                                                 |
| Klub Parlamentarny Konwencja Polska | | | |
| | | | |
| - Roman Andrzejewski - Artur Balazs - Józef Bąk - Zygmunt Berdychowski - Michał Chałoński - Piotr Fogler - Andrzej Gąsienica-Makowski | - Mieczysław Gil - Józef Gutowski - Aleksander Hall - Wiesław Klisiewicz - Tadeusz Kowalczyk - Anna Knysok - Zbigniew Lech | - Paweł Łączkowski - Adam Matuszczak - Lech Mażewski - Ireneusz Niewiarowski - Wacław Niewiarowski - Bohdan Pilarski - Władysław Raiter | - Andrzej Raj - Kazimierz Rostek - Edward Rzepka - Janusz Steinhoff - Kazimierz Ujazdowski - Andrzej Wojtyła - Paweł Zalewski |
| Klub Parlamentarny NSZZ „Solidarność” | | | |
| | | | |
| - Wojciech Arkuszewski - Stanisław Baran - Waldemar Bartosz - Bogdan Borusewicz - Barbara Frączek - Eugeniusz Kielek - Paweł Kowalczyk | - Jan Kulas - Tadeusz Lewandowski - Zbigniew Ładosz - Marek Markiewicz - Edward Müller - Marek Muszyński - Jerzy Niczyperowicz | - Sławomir Panek - Alojzy Pietrzyk - Sławomir Rogucki - Jan Rulewski - Elżbieta Seferowicz - Andrzej Smirnow - Stanisław Sobański | - Antoni Tyrakowski - Stanisław Wąsik - Stanisław Węglarz - Marek Zieliński - Maria Żółtowska |
| Klub Parlamentarny Porozumienia Centrum | | | |
| | | | |
| - Andrzej Andrysiak - Antoni Bielewicz - Jacek Bujak - Zdzisław Dubiella - Marek Dziubek - Adam Glapiński | - Tadeusz Górczyk - Jarosław Kaczyński - Lech Kaczyński - Józef Kania - Andrzej Kern - Bartłomiej Kołodziej | - Adam Lipiński - Teresa Liszcz - Jacek Maziarski - Czesław Nowak - Krzysztof Putra - Sławomir Siwek | - Czesław Sobierajski - Krzysztof Tchórzewski - Antoni Tokarczuk - Bolesław Twaróg - Andrzej Tyszkiewicz |
| Klub Parlamentarny Porozumienie Ludowe | | | |
| | | | |
| - Andrzej Adamowicz - Henryk Bąk - Józef Frączek - Antoni Furtak - Sławomir Hardej | - Gabriel Janowski - Wiesław Janowski - Feliks Klimczak - Stefan Król - Piotr Krutul | - Mieczysław Pawlak - Wanda Sikora - Henryk Suchora - Włodzimierz Sumara - Stefan Szańkowski | - Tadeusz Szymańczak - Roman Wierzbicki - Tadeusz Wójcik |
| Klub Parlamentarny „Ruch dla Rzeczypospolitej” | | | |
| | | | |
| - Andrzej Anusz - Kazimierz Barczyk - Roman Bartoszcze - Janusz Choiński | - Stanisław Hniedziewicz - Andrzej Kostarczyk - Paweł Kotlarski - Edmund Krasowski | - Jan Mizikowski - Jan Olszewski - Cezary Piasecki - Kazimierz Świtoń | - Stanisław Węgłowski - Danuta Wierzbicka - Wojciech Włodarczyk - Piotr Wójcik |
| Parlamentarne Koło Mniejszości Niemieckiej | | | |
| | | | |
| - Erhard Bastek - Willibald Fabian | - Edward Flak - Antoni Kost | - Bruno Kosak - Henryk Kroll | - Helmut Paździor |
| Koło Poselskie „Chrześcijańska Demokracja” | | | |
| | | | |
| - Józef Hermanowicz - Tadeusz Lasocki | - Stefan Pastuszewski - Henryk Rospara | - Jadwiga Rudnicka | - Władysław Staniuk |
| Unia Pracy Koło Parlamentarne | | | |
| | | | |
| - Ryszard Bugaj - Zbigniew Bujak | - Piotr Czarnecki - Aleksander Małachowski | - Janusz Szymański | - Wiesława Ziółkowska |
| Koło Parlamentarne Unii Polityki Realnej | | | |
| | | | |
| - Antoni Dzierżyński | - Janusz Korwin-Mikke | - Lech Pruchno-Wróblewski | - Andrzej Sielańczyk |
| Koło Poselskie Akcji Polskiej | | | |
| | | | |
| - Antoni Macierewicz | - Mariusz Marasek | - Piotr Walerych | |
| Koło Poselskie Partii Emerytów i Rencistów „Nadzieja” | | | |
| | | | |
| - Krzysztof Ibisz | - Józef Pawlak | - Adam Piechowicz | |
| Posłowie niezrzeszeni | | | |
| | | | |
| - Ryszard Bartosz - Tadeusz Bień - Bogumiła Boba - Leszek Bubel - Kazimierz Chełstowski | - Antoni Czajka - Stanisław Czechoński - Eugeniusz Czykwin - Tadeusz Jedynak - Stanisław Kocjan | - Tadeusz Kowalczyk - Wojciech Kwiatkowski - Marek Lasota - Paweł Musioł - Andrzej Rychlik | - Czesław Sterkowicz - Jan Świtka - Wojciech Wardacki |

### Posłowie, których mandat wygasł w trakcie kadencji (3 posłów)
| Poseł | Poseł           | Data wygaśnięcia mandatu | Przyczyna              | Następca            |
| ----- | --------------- | ------------------------ | ---------------------- | ------------------- |
|       | Marian Kępka    | 17 maja 1992(dts)        | śmierć                 | Jadwiga Berak       |
|       | Georg Brylka    | 19 września 1992(dts)    | zrzeczenie się mandatu | Edward Flak         |
|       | Maciej Zalewski | 17 kwietnia 1993(dts)    | zrzeczenie się mandatu | Andrzej Tyszkiewicz |

## Lista według okręgów wyborczych
| Lista ogólnopolska                                                                                | | | | |                                                                                                   | |                                                                                                   | |                                                                                                   | |                                                                                                   | |                                                                                                   | |  |  |
| Posłowie wybrani z list poszczególnych komitetów wyborczych (w nawiasach liczba zdobytych głosów) | | | | |                                                                                                   | |                                                                                                   | |                                                                                                   | |                                                                                                   | |                                                                                                   | |  |  |
|                                                                                                   | | Unia Demokratyczna (1 382 051) Piotr Fogler Kazimierz Ujazdowski Epaminondas Osiatyński Stanisław Handzlik Bronisław Komorowski Zbigniew Janas Michał Chałoński Jacek Taylor Ludwik Turko Jerzy Ciemniewski Marek Dąbrowski | | Sojusz Lewicy Demokratycznej (1 344 820) Wit Majewski Zbigniew Janowski Ryszard Żochowski Zdzisław Tuszyński Piotr Mochnaczewski Danuta Waniek Maciej Manicki Jerzy Jankowski Kazimierz Iwaniec Zbigniew Sobotka |                                                                                                   | Konfederacja Polski Niepodległej (841 738) Barbara Różycka-Orszulak Barbara Czyż Artur Then Zbigniew Skorecki Józef Pawelec Katarzyna Pietrzyk Jarosław Woźniak Zbigniew Frost |                                                                                                   | Wyborcza Akcja Katolicka (980 304) Zygmunt Mogiła-Lisowski Henryk Klata Maria Barucka Jacek Turczyński Marcin Libicki Włodzimierz Blajerski Marek Siwiec |                                                                                                   | Porozumienie Obywatelskie Centrum (977 344) Marcin Przybyłowicz Andrzej Urbański Marek Dziubek Sławomir Siwek Wojciech Włodarczyk Andrzej Anusz Piotr Wójcik |                                                                                                   | Polskie Stronnictwo Ludowe Sojusz Programowy (972 952) Mikołaj Kozakiewicz Jan Bury Aleksander Łuczak Zofia Kowalczyk Henryk Siedlecki Henryk Strzelecki Bogumił Szreder |                                                                                                   | Kongres Liberalno-Demokratyczny (839 978) Lech Mażewski Herbert Szafraniec Filip Kaczmarek Michał Boni Krzysztof Żabiński Witold Gadomski |  |  |
|                                                                                                   | Porozumienie Ludowe (613 626) Kazimierz Rostek Wanda Sikora Włodzimierz Sumara Zbigniew Lech Bohdan Pilarski | | Niezależny Samorządny Związek Zawodowy „Solidarność” (566 553) Wojciech Arkuszewski Sławomir Rogucki Andrzej Smirnow Eugeniusz Kielek | | Polska Partia Przyjaciół Piwa (367 106) Adam Halber Jan Zylber Adam Piechowicz                    | | Mniejszość Niemiecka (132 059) Antoni Kost                                                        | |                                                                                                   | |                                                                                                   | |                                                                                                   | |  |  |
| Województwo warszawskie                                                                           | | | | |                                                                                                   | |                                                                                                   | |                                                                                                   | |                                                                                                   | |                                                                                                   | |  |  |
| Nr                                                                                                | Posłowie wybrani z list poszczególnych komitetów wyborczych (w nawiasach liczba zdobytych głosów)            | Posłowie wybrani z list poszczególnych komitetów wyborczych (w nawiasach liczba zdobytych głosów) | Posłowie wybrani z list poszczególnych komitetów wyborczych (w nawiasach liczba zdobytych głosów)                                     | Posłowie wybrani z list poszczególnych komitetów wyborczych (w nawiasach liczba zdobytych głosów) | Posłowie wybrani z list poszczególnych komitetów wyborczych (w nawiasach liczba zdobytych głosów) | Posłowie wybrani z list poszczególnych komitetów wyborczych (w nawiasach liczba zdobytych głosów)                                                                              | Posłowie wybrani z list poszczególnych komitetów wyborczych (w nawiasach liczba zdobytych głosów) | Posłowie wybrani z list poszczególnych komitetów wyborczych (w nawiasach liczba zdobytych głosów)                                                        | Posłowie wybrani z list poszczególnych komitetów wyborczych (w nawiasach liczba zdobytych głosów) | Posłowie wybrani z list poszczególnych komitetów wyborczych (w nawiasach liczba zdobytych głosów)                                                            | Posłowie wybrani z list poszczególnych komitetów wyborczych (w nawiasach liczba zdobytych głosów) | Posłowie wybrani z list poszczególnych komitetów wyborczych (w nawiasach liczba zdobytych głosów)                                                                        | Posłowie wybrani z list poszczególnych komitetów wyborczych (w nawiasach liczba zdobytych głosów) | Posłowie wybrani z list poszczególnych komitetów wyborczych (w nawiasach liczba zdobytych głosów)                                         |  |  |
| 1                                                                                                 | | Unia Demokratyczna Jacek Kuroń (87 131) Bronisław Geremek (31 746) Andrzej Wielowieyski (5547) | | Kongres Liberalno-Demokratyczny Jan Krzysztof Bielecki (115 002) Paweł Piskorski (589) Jacek Kurczewski (588) |                                                                                                   | Porozumienie Obywatelskie Centrum Jarosław Kaczyński (50 701) Jan Olszewski (39 560) Adam Glapiński (2966)                                                                     |                                                                                                   | Sojusz Lewicy Demokratycznej Aleksander Kwaśniewski (73 906) Jerzy Wiatr (8689)                                                                          |                                                                                                   | Wyborcza Akcja Katolicka Antoni Macierewicz (25 043) |                                                                                                   | Solidarność Pracy Ryszard Bugaj (30 655) |                                                                                                   | Konfederacja Polski Niepodległej Krzysztof Król (24 959)                                                                                  |  |  |
| 1                                                                                                 | | Polska Partia Przyjaciół Piwa Janusz Rewiński (22 774) | | Unia Polityki Realnej Lech Pruchno-Wróblewski (9267) |                                                                                                   | Ruch Demokratyczno-Społeczny Zbigniew Bujak (12 236) |                                                                                                   | |                                                                                                   | |                                                                                                   | |                                                                                                   | |  |  |
| 2                                                                                                 | | Porozumienie Obywatelskie Centrum Jacek Maziarski (25 251) Antoni Bielewicz (3943) | | Wyborcza Akcja Katolicka Henryk Goryszewski (13 505) |                                                                                                   | Kongres Liberalno-Demokratyczny Andrzej Arendarski (8956) |                                                                                                   | Unia Demokratyczna Marek Balicki (7084) |                                                                                                   | Sojusz Lewicy Demokratycznej Wiesław Kaczmarek (4590) |                                                                                                   | Konfederacja Polski Niepodległej Zbigniew Adamczyk (6640) |                                                                                                   | Polskie Stronnictwo Ludowe Sojusz Programowy Janusz Piechociński (3557)                                                                   |  |  |
| Województwa płockie i skierniewickie                                                              | | | | |                                                                                                   | |                                                                                                   | |                                                                                                   | |                                                                                                   | |                                                                                                   | |  |  |
| Nr                                                                                                | Posłowie wybrani z list poszczególnych komitetów wyborczych (w nawiasach liczba zdobytych głosów)            | Posłowie wybrani z list poszczególnych komitetów wyborczych (w nawiasach liczba zdobytych głosów) | Posłowie wybrani z list poszczególnych komitetów wyborczych (w nawiasach liczba zdobytych głosów)                                     | Posłowie wybrani z list poszczególnych komitetów wyborczych (w nawiasach liczba zdobytych głosów) | Posłowie wybrani z list poszczególnych komitetów wyborczych (w nawiasach liczba zdobytych głosów) | Posłowie wybrani z list poszczególnych komitetów wyborczych (w nawiasach liczba zdobytych głosów)                                                                              | Posłowie wybrani z list poszczególnych komitetów wyborczych (w nawiasach liczba zdobytych głosów) | Posłowie wybrani z list poszczególnych komitetów wyborczych (w nawiasach liczba zdobytych głosów)                                                        | Posłowie wybrani z list poszczególnych komitetów wyborczych (w nawiasach liczba zdobytych głosów) | Posłowie wybrani z list poszczególnych komitetów wyborczych (w nawiasach liczba zdobytych głosów)                                                            | Posłowie wybrani z list poszczególnych komitetów wyborczych (w nawiasach liczba zdobytych głosów) | Posłowie wybrani z list poszczególnych komitetów wyborczych (w nawiasach liczba zdobytych głosów)                                                                        | Posłowie wybrani z list poszczególnych komitetów wyborczych (w nawiasach liczba zdobytych głosów) | Posłowie wybrani z list poszczególnych komitetów wyborczych (w nawiasach liczba zdobytych głosów)                                         |  |  |
| 3                                                                                                 | | Polskie Stronnictwo Ludowe Sojusz Programowy Waldemar Pawlak (31 324) Tadeusz Gajda (7138) | | Sojusz Lewicy Demokratycznej Wanda Sokołowska (11 480) |                                                                                                   | Porozumienie Ludowe Tadeusz Szymańczak (5440) |                                                                                                   | Unia Demokratyczna Anna Urbanowicz (8226) |                                                                                                   | Porozumienie Obywatelskie Centrum Stanisław Hniedziewicz (3530)                                                                                              |                                                                                                   | Konfederacja Polski Niepodległej Michał Tokarzewski (3886) |                                                                                                   | Kongres Liberalno-Demokratyczny Eugeniusz Aleksandrowicz (3213)                                                                           |  |  |
| 3                                                                                                 | | Wyborcza Akcja Katolicka Mariusz Marasek (2113) | | Niezależny Samorządny Związek Zawodowy „Solidarność” Maria Żółtowska (4705) |                                                                                                   | |                                                                                                   | |                                                                                                   | |                                                                                                   | |                                                                                                   | |  |  |
| Województwo łódzkie                                                                               | | | | |                                                                                                   | |                                                                                                   | |                                                                                                   | |                                                                                                   | |                                                                                                   | |  |  |
| Nr                                                                                                | Posłowie wybrani z list poszczególnych komitetów wyborczych (w nawiasach liczba zdobytych głosów)            | Posłowie wybrani z list poszczególnych komitetów wyborczych (w nawiasach liczba zdobytych głosów) | Posłowie wybrani z list poszczególnych komitetów wyborczych (w nawiasach liczba zdobytych głosów)                                     | Posłowie wybrani z list poszczególnych komitetów wyborczych (w nawiasach liczba zdobytych głosów) | Posłowie wybrani z list poszczególnych komitetów wyborczych (w nawiasach liczba zdobytych głosów) | Posłowie wybrani z list poszczególnych komitetów wyborczych (w nawiasach liczba zdobytych głosów)                                                                              | Posłowie wybrani z list poszczególnych komitetów wyborczych (w nawiasach liczba zdobytych głosów) | Posłowie wybrani z list poszczególnych komitetów wyborczych (w nawiasach liczba zdobytych głosów)                                                        | Posłowie wybrani z list poszczególnych komitetów wyborczych (w nawiasach liczba zdobytych głosów) | Posłowie wybrani z list poszczególnych komitetów wyborczych (w nawiasach liczba zdobytych głosów)                                                            | Posłowie wybrani z list poszczególnych komitetów wyborczych (w nawiasach liczba zdobytych głosów) | Posłowie wybrani z list poszczególnych komitetów wyborczych (w nawiasach liczba zdobytych głosów)                                                                        | Posłowie wybrani z list poszczególnych komitetów wyborczych (w nawiasach liczba zdobytych głosów) | Posłowie wybrani z list poszczególnych komitetów wyborczych (w nawiasach liczba zdobytych głosów)                                         |  |  |
| 4                                                                                                 | | Sojusz Lewicy Demokratycznej Leszek Miller (49 909) Zbigniew Kaniewski (4744) | | Unia Demokratyczna Maria Dmochowska (33 298) Iwona Śledzińska-Katarasińska (8299) |                                                                                                   | Wyborcza Akcja Katolicka Stefan Niesiołowski (34 325) Jerzy Kropiwnicki (5877)                                                                                                 |                                                                                                   | Kongres Liberalno-Demokratyczny Mirosław Drzewiecki (16 114)                                                                                             |                                                                                                   | Porozumienie Obywatelskie Centrum Andrzej Kern (15 164) |                                                                                                   | Konfederacja Polski Niepodległej Andrzej Terlecki (16 419) |                                                                                                   | Niezależny Samorządny Związek Zawodowy „Solidarność” Marek Markiewicz (12 377)                                                            |  |  |
| 4                                                                                                 | | Polska Partia Przyjaciół Piwa Krzysztof Ibisz (7823) | | Polskie Stronnictwo Ludowe Sojusz Programowy Bogdan Łukasiewicz (3892) |                                                                                                   | |                                                                                                   | |                                                                                                   | |                                                                                                   | |                                                                                                   | |  |  |
| Województwo piotrkowskie                                                                          | | | | |                                                                                                   | |                                                                                                   | |                                                                                                   | |                                                                                                   | |                                                                                                   | |  |  |
| Nr                                                                                                | Posłowie wybrani z list poszczególnych komitetów wyborczych (w nawiasach liczba zdobytych głosów)            | Posłowie wybrani z list poszczególnych komitetów wyborczych (w nawiasach liczba zdobytych głosów) | Posłowie wybrani z list poszczególnych komitetów wyborczych (w nawiasach liczba zdobytych głosów)                                     | Posłowie wybrani z list poszczególnych komitetów wyborczych (w nawiasach liczba zdobytych głosów) | Posłowie wybrani z list poszczególnych komitetów wyborczych (w nawiasach liczba zdobytych głosów) | Posłowie wybrani z list poszczególnych komitetów wyborczych (w nawiasach liczba zdobytych głosów)                                                                              | Posłowie wybrani z list poszczególnych komitetów wyborczych (w nawiasach liczba zdobytych głosów) | Posłowie wybrani z list poszczególnych komitetów wyborczych (w nawiasach liczba zdobytych głosów)                                                        | Posłowie wybrani z list poszczególnych komitetów wyborczych (w nawiasach liczba zdobytych głosów) | Posłowie wybrani z list poszczególnych komitetów wyborczych (w nawiasach liczba zdobytych głosów)                                                            | Posłowie wybrani z list poszczególnych komitetów wyborczych (w nawiasach liczba zdobytych głosów) | Posłowie wybrani z list poszczególnych komitetów wyborczych (w nawiasach liczba zdobytych głosów)                                                                        | Posłowie wybrani z list poszczególnych komitetów wyborczych (w nawiasach liczba zdobytych głosów) | Posłowie wybrani z list poszczególnych komitetów wyborczych (w nawiasach liczba zdobytych głosów)                                         |  |  |
| 5                                                                                                 | | Polskie Stronnictwo Ludowe Sojusz Programowy Roman Jagieliński (12 146) | | Sojusz Lewicy Demokratycznej Anna Dudkiewicz (6020) |                                                                                                   | Porozumienie Ludowe Andrzej Adamowicz (3956) |                                                                                                   | Wyborcza Akcja Katolicka Stanisław Stańdo (6233) |                                                                                                   | Unia Demokratyczna Władysław Raiter (4250) |                                                                                                   | Konfederacja Polski Niepodległej Andrzej Rychlik (6781) |                                                                                                   | Kongres Liberalno-Demokratyczny Jerzy Orłowski (4238)                                                                                     |  |  |
| Województwa konińskie i sieradzkie                                                                | | | | |                                                                                                   | |                                                                                                   | |                                                                                                   | |                                                                                                   | |                                                                                                   | |  |  |
| Nr                                                                                                | Posłowie wybrani z list poszczególnych komitetów wyborczych (w nawiasach liczba zdobytych głosów)            | Posłowie wybrani z list poszczególnych komitetów wyborczych (w nawiasach liczba zdobytych głosów) | Posłowie wybrani z list poszczególnych komitetów wyborczych (w nawiasach liczba zdobytych głosów)                                     | Posłowie wybrani z list poszczególnych komitetów wyborczych (w nawiasach liczba zdobytych głosów) | Posłowie wybrani z list poszczególnych komitetów wyborczych (w nawiasach liczba zdobytych głosów) | Posłowie wybrani z list poszczególnych komitetów wyborczych (w nawiasach liczba zdobytych głosów)                                                                              | Posłowie wybrani z list poszczególnych komitetów wyborczych (w nawiasach liczba zdobytych głosów) | Posłowie wybrani z list poszczególnych komitetów wyborczych (w nawiasach liczba zdobytych głosów)                                                        | Posłowie wybrani z list poszczególnych komitetów wyborczych (w nawiasach liczba zdobytych głosów) | Posłowie wybrani z list poszczególnych komitetów wyborczych (w nawiasach liczba zdobytych głosów)                                                            | Posłowie wybrani z list poszczególnych komitetów wyborczych (w nawiasach liczba zdobytych głosów) | Posłowie wybrani z list poszczególnych komitetów wyborczych (w nawiasach liczba zdobytych głosów)                                                                        | Posłowie wybrani z list poszczególnych komitetów wyborczych (w nawiasach liczba zdobytych głosów) | Posłowie wybrani z list poszczególnych komitetów wyborczych (w nawiasach liczba zdobytych głosów)                                         |  |  |
| 6                                                                                                 | | Polskie Stronnictwo Ludowe Sojusz Programowy Wojciech Zarzycki (16 166) Zdzisław Domański (10 966) | | Sojusz Lewicy Demokratycznej Irena Nowacka (7903) |                                                                                                   | Porozumienie Ludowe Ireneusz Niewiarowski (11 371) |                                                                                                   | Unia Demokratyczna Joanna Staręga-Piasek (5672) |                                                                                                   | Wyborcza Akcja Katolicka Tomasz Szyszko (5285) |                                                                                                   | Porozumienie Obywatelskie Centrum Paweł Kotlarski (4523) |                                                                                                   | Konfederacja Polski Niepodległej Marek Michalik (5669)                                                                                    |  |  |
| 6                                                                                                 | Niezależny Samorządny Związek Zawodowy „Solidarność” Zbigniew Ładosz (3307)                                  | | | |                                                                                                   | |                                                                                                   | |                                                                                                   | |                                                                                                   | |                                                                                                   | |  |  |
| Województwo radomskie                                                                             | | | | |                                                                                                   | |                                                                                                   | |                                                                                                   | |                                                                                                   | |                                                                                                   | |  |  |
| Nr                                                                                                | Posłowie wybrani z list poszczególnych komitetów wyborczych (w nawiasach liczba zdobytych głosów)            | Posłowie wybrani z list poszczególnych komitetów wyborczych (w nawiasach liczba zdobytych głosów) | Posłowie wybrani z list poszczególnych komitetów wyborczych (w nawiasach liczba zdobytych głosów)                                     | Posłowie wybrani z list poszczególnych komitetów wyborczych (w nawiasach liczba zdobytych głosów) | Posłowie wybrani z list poszczególnych komitetów wyborczych (w nawiasach liczba zdobytych głosów) | Posłowie wybrani z list poszczególnych komitetów wyborczych (w nawiasach liczba zdobytych głosów)                                                                              | Posłowie wybrani z list poszczególnych komitetów wyborczych (w nawiasach liczba zdobytych głosów) | Posłowie wybrani z list poszczególnych komitetów wyborczych (w nawiasach liczba zdobytych głosów)                                                        | Posłowie wybrani z list poszczególnych komitetów wyborczych (w nawiasach liczba zdobytych głosów) | Posłowie wybrani z list poszczególnych komitetów wyborczych (w nawiasach liczba zdobytych głosów)                                                            | Posłowie wybrani z list poszczególnych komitetów wyborczych (w nawiasach liczba zdobytych głosów) | Posłowie wybrani z list poszczególnych komitetów wyborczych (w nawiasach liczba zdobytych głosów)                                                                        | Posłowie wybrani z list poszczególnych komitetów wyborczych (w nawiasach liczba zdobytych głosów) | Posłowie wybrani z list poszczególnych komitetów wyborczych (w nawiasach liczba zdobytych głosów)                                         |  |  |
| 7                                                                                                 | | Wyborcza Akcja Katolicka Jan Łopuszański (25 718) Jadwiga Berak (1307) | | Polskie Stronnictwo Ludowe Sojusz Programowy Józef Łochowski (5075) |                                                                                                   | Sojusz Lewicy Demokratycznej Leszek Biały (4654) |                                                                                                   | Konfederacja Polski Niepodległej Dariusz Sońta (7419) |                                                                                                   | Unia Demokratyczna Piotr Nowina-Konopka (8920) |                                                                                                   | Porozumienie Ludowe Henryk Bąk (6897) |                                                                                                   | Porozumienie Obywatelskie Centrum Tadeusz Kowalczyk (3969)                                                                                |  |  |
| Województwo kieleckie                                                                             | | | | |                                                                                                   | |                                                                                                   | |                                                                                                   | |                                                                                                   | |                                                                                                   | |  |  |
| Nr                                                                                                | Posłowie wybrani z list poszczególnych komitetów wyborczych (w nawiasach liczba zdobytych głosów)            | Posłowie wybrani z list poszczególnych komitetów wyborczych (w nawiasach liczba zdobytych głosów) | Posłowie wybrani z list poszczególnych komitetów wyborczych (w nawiasach liczba zdobytych głosów)                                     | Posłowie wybrani z list poszczególnych komitetów wyborczych (w nawiasach liczba zdobytych głosów) | Posłowie wybrani z list poszczególnych komitetów wyborczych (w nawiasach liczba zdobytych głosów) | Posłowie wybrani z list poszczególnych komitetów wyborczych (w nawiasach liczba zdobytych głosów)                                                                              | Posłowie wybrani z list poszczególnych komitetów wyborczych (w nawiasach liczba zdobytych głosów) | Posłowie wybrani z list poszczególnych komitetów wyborczych (w nawiasach liczba zdobytych głosów)                                                        | Posłowie wybrani z list poszczególnych komitetów wyborczych (w nawiasach liczba zdobytych głosów) | Posłowie wybrani z list poszczególnych komitetów wyborczych (w nawiasach liczba zdobytych głosów)                                                            | Posłowie wybrani z list poszczególnych komitetów wyborczych (w nawiasach liczba zdobytych głosów) | Posłowie wybrani z list poszczególnych komitetów wyborczych (w nawiasach liczba zdobytych głosów)                                                                        | Posłowie wybrani z list poszczególnych komitetów wyborczych (w nawiasach liczba zdobytych głosów) | Posłowie wybrani z list poszczególnych komitetów wyborczych (w nawiasach liczba zdobytych głosów)                                         |  |  |
| 8                                                                                                 | | Polskie Stronnictwo Ludowe Sojusz Programowy Włodzimierz Wiertek (18 433) Leszek Bugaj (11 133) | | Sojusz Lewicy Demokratycznej Wojciech Saletra (13 609) Władysław Adamski (8175) |                                                                                                   | Porozumienie Obywatelskie Centrum Edward Rzepka (15 804) |                                                                                                   | Unia Demokratyczna Juliusz Braun (6311) |                                                                                                   | Konfederacja Polski Niepodległej Janusz Koza (6704) |                                                                                                   | Kongres Liberalno-Demokratyczny Zbigniew Kośla (8015) |                                                                                                   | Niezależny Samorządny Związek Zawodowy „Solidarność” Waldemar Bartosz (8296)                                                              |  |  |
| 8                                                                                                 | | Wyborcza Akcja Katolicka Adam Łukomski (3125) | | Porozumienie Ludowe Tadeusz Kowalczyk (5711) |                                                                                                   | |                                                                                                   | |                                                                                                   | |                                                                                                   | |                                                                                                   | |  |  |
| Województwo częstochowskie                                                                        | | | | |                                                                                                   | |                                                                                                   | |                                                                                                   | |                                                                                                   | |                                                                                                   | |  |  |
| Nr                                                                                                | Posłowie wybrani z list poszczególnych komitetów wyborczych (w nawiasach liczba zdobytych głosów)            | Posłowie wybrani z list poszczególnych komitetów wyborczych (w nawiasach liczba zdobytych głosów) | Posłowie wybrani z list poszczególnych komitetów wyborczych (w nawiasach liczba zdobytych głosów)                                     | Posłowie wybrani z list poszczególnych komitetów wyborczych (w nawiasach liczba zdobytych głosów) | Posłowie wybrani z list poszczególnych komitetów wyborczych (w nawiasach liczba zdobytych głosów) | Posłowie wybrani z list poszczególnych komitetów wyborczych (w nawiasach liczba zdobytych głosów)                                                                              | Posłowie wybrani z list poszczególnych komitetów wyborczych (w nawiasach liczba zdobytych głosów) | Posłowie wybrani z list poszczególnych komitetów wyborczych (w nawiasach liczba zdobytych głosów)                                                        | Posłowie wybrani z list poszczególnych komitetów wyborczych (w nawiasach liczba zdobytych głosów) | Posłowie wybrani z list poszczególnych komitetów wyborczych (w nawiasach liczba zdobytych głosów)                                                            | Posłowie wybrani z list poszczególnych komitetów wyborczych (w nawiasach liczba zdobytych głosów) | Posłowie wybrani z list poszczególnych komitetów wyborczych (w nawiasach liczba zdobytych głosów)                                                                        | Posłowie wybrani z list poszczególnych komitetów wyborczych (w nawiasach liczba zdobytych głosów) | Posłowie wybrani z list poszczególnych komitetów wyborczych (w nawiasach liczba zdobytych głosów)                                         |  |  |
| 9                                                                                                 | | Polskie Stronnictwo Ludowe Sojusz Programowy Władysław Serafin (19 179) | | Konfederacja Polski Niepodległej Jerzy Synowiec (12 119) |                                                                                                   | Sojusz Lewicy Demokratycznej Marek Boral (8433) |                                                                                                   | Unia Demokratyczna Helena Góralska (6292) |                                                                                                   | Wyborcza Akcja Katolicka Józef Błaszczeć (8614) |                                                                                                   | Porozumienie Obywatelskie Centrum Andrzej Kostarczyk (8306) |                                                                                                   | Kongres Liberalno-Demokratyczny Dariusz Kołodziejczyk (7494)                                                                              |  |  |
| 9                                                                                                 | Mniejszość Niemiecka Edward Flak (3229)                                                                      | | | |                                                                                                   | |                                                                                                   | |                                                                                                   | |                                                                                                   | |                                                                                                   | |  |  |
| Województwo opolskie                                                                              | | | | |                                                                                                   | |                                                                                                   | |                                                                                                   | |                                                                                                   | |                                                                                                   | |  |  |
| Nr                                                                                                | Posłowie wybrani z list poszczególnych komitetów wyborczych (w nawiasach liczba zdobytych głosów)            | Posłowie wybrani z list poszczególnych komitetów wyborczych (w nawiasach liczba zdobytych głosów) | Posłowie wybrani z list poszczególnych komitetów wyborczych (w nawiasach liczba zdobytych głosów)                                     | Posłowie wybrani z list poszczególnych komitetów wyborczych (w nawiasach liczba zdobytych głosów) | Posłowie wybrani z list poszczególnych komitetów wyborczych (w nawiasach liczba zdobytych głosów) | Posłowie wybrani z list poszczególnych komitetów wyborczych (w nawiasach liczba zdobytych głosów)                                                                              | Posłowie wybrani z list poszczególnych komitetów wyborczych (w nawiasach liczba zdobytych głosów) | Posłowie wybrani z list poszczególnych komitetów wyborczych (w nawiasach liczba zdobytych głosów)                                                        | Posłowie wybrani z list poszczególnych komitetów wyborczych (w nawiasach liczba zdobytych głosów) | Posłowie wybrani z list poszczególnych komitetów wyborczych (w nawiasach liczba zdobytych głosów)                                                            | Posłowie wybrani z list poszczególnych komitetów wyborczych (w nawiasach liczba zdobytych głosów) | Posłowie wybrani z list poszczególnych komitetów wyborczych (w nawiasach liczba zdobytych głosów)                                                                        | Posłowie wybrani z list poszczególnych komitetów wyborczych (w nawiasach liczba zdobytych głosów) | Posłowie wybrani z list poszczególnych komitetów wyborczych (w nawiasach liczba zdobytych głosów)                                         |  |  |
| 10                                                                                                | | Mniejszość Niemiecka Henryk Kroll (43 983) Helmut Paździor (11 732) Bruno Kosak (3611) | | Unia Demokratyczna Kazimierz Szczygielski (13 459) |                                                                                                   | Polskie Stronnictwo Ludowe Sojusz Programowy Andrzej Borowski (7747) |                                                                                                   | Sojusz Lewicy Demokratycznej Józef Pilarczyk (6670) |                                                                                                   | Porozumienie Obywatelskie Centrum Andrzej Andrysiak (3613)                                                                                                   |                                                                                                   | Konfederacja Polski Niepodległej Krzysztof Popenda (4495) |                                                                                                   | Kongres Liberalno-Demokratyczny Marek Samborski (4201)                                                                                    |  |  |
| 10                                                                                                | Wyborcza Akcja Katolicka Jan Piątkowski (7624)                                                               | | | |                                                                                                   | |                                                                                                   | |                                                                                                   | |                                                                                                   | |                                                                                                   | |  |  |
| Województwo wrocławskie                                                                           | | | | |                                                                                                   | |                                                                                                   | |                                                                                                   | |                                                                                                   | |                                                                                                   | |  |  |
| Nr                                                                                                | Posłowie wybrani z list poszczególnych komitetów wyborczych (w nawiasach liczba zdobytych głosów)            | Posłowie wybrani z list poszczególnych komitetów wyborczych (w nawiasach liczba zdobytych głosów) | Posłowie wybrani z list poszczególnych komitetów wyborczych (w nawiasach liczba zdobytych głosów)                                     | Posłowie wybrani z list poszczególnych komitetów wyborczych (w nawiasach liczba zdobytych głosów) | Posłowie wybrani z list poszczególnych komitetów wyborczych (w nawiasach liczba zdobytych głosów) | Posłowie wybrani z list poszczególnych komitetów wyborczych (w nawiasach liczba zdobytych głosów)                                                                              | Posłowie wybrani z list poszczególnych komitetów wyborczych (w nawiasach liczba zdobytych głosów) | Posłowie wybrani z list poszczególnych komitetów wyborczych (w nawiasach liczba zdobytych głosów)                                                        | Posłowie wybrani z list poszczególnych komitetów wyborczych (w nawiasach liczba zdobytych głosów) | Posłowie wybrani z list poszczególnych komitetów wyborczych (w nawiasach liczba zdobytych głosów)                                                            | Posłowie wybrani z list poszczególnych komitetów wyborczych (w nawiasach liczba zdobytych głosów) | Posłowie wybrani z list poszczególnych komitetów wyborczych (w nawiasach liczba zdobytych głosów)                                                                        | Posłowie wybrani z list poszczególnych komitetów wyborczych (w nawiasach liczba zdobytych głosów) | Posłowie wybrani z list poszczególnych komitetów wyborczych (w nawiasach liczba zdobytych głosów)                                         |  |  |
| 11                                                                                                | | Unia Demokratyczna Władysław Frasyniuk (38 186) Barbara Labuda (23 313) Radosław Gawlik (3468) | | Sojusz Lewicy Demokratycznej Józef Kaleta (38 941) Marek Mazurkiewicz (2222) |                                                                                                   | Porozumienie Obywatelskie Centrum Adam Lipiński (15 579) |                                                                                                   | Wyborcza Akcja Katolicka Richard Czarnecki (12 199) |                                                                                                   | Kongres Liberalno-Demokratyczny Zenon Michalak (14 682) |                                                                                                   | Polskie Stronnictwo Ludowe Sojusz Programowy Janusz Maksymiuk (4324) |                                                                                                   | Konfederacja Polski Niepodległej Wincenty Pycak (6561)                                                                                    |  |  |
| 11                                                                                                | | Niezależny Samorządny Związek Zawodowy „Solidarność” Marek Muszyński (8240) | | Polska Partia Przyjaciół Piwa Zbigniew Eysmont (6946) |                                                                                                   | |                                                                                                   | |                                                                                                   | |                                                                                                   | |                                                                                                   | |  |  |
| Województwo wałbrzyskie                                                                           | | | | |                                                                                                   | |                                                                                                   | |                                                                                                   | |                                                                                                   | |                                                                                                   | |  |  |
| Nr                                                                                                | Posłowie wybrani z list poszczególnych komitetów wyborczych (w nawiasach liczba zdobytych głosów)            | Posłowie wybrani z list poszczególnych komitetów wyborczych (w nawiasach liczba zdobytych głosów) | Posłowie wybrani z list poszczególnych komitetów wyborczych (w nawiasach liczba zdobytych głosów)                                     | Posłowie wybrani z list poszczególnych komitetów wyborczych (w nawiasach liczba zdobytych głosów) | Posłowie wybrani z list poszczególnych komitetów wyborczych (w nawiasach liczba zdobytych głosów) | Posłowie wybrani z list poszczególnych komitetów wyborczych (w nawiasach liczba zdobytych głosów)                                                                              | Posłowie wybrani z list poszczególnych komitetów wyborczych (w nawiasach liczba zdobytych głosów) | Posłowie wybrani z list poszczególnych komitetów wyborczych (w nawiasach liczba zdobytych głosów)                                                        | Posłowie wybrani z list poszczególnych komitetów wyborczych (w nawiasach liczba zdobytych głosów) | Posłowie wybrani z list poszczególnych komitetów wyborczych (w nawiasach liczba zdobytych głosów)                                                            | Posłowie wybrani z list poszczególnych komitetów wyborczych (w nawiasach liczba zdobytych głosów) | Posłowie wybrani z list poszczególnych komitetów wyborczych (w nawiasach liczba zdobytych głosów)                                                                        | Posłowie wybrani z list poszczególnych komitetów wyborczych (w nawiasach liczba zdobytych głosów) | Posłowie wybrani z list poszczególnych komitetów wyborczych (w nawiasach liczba zdobytych głosów)                                         |  |  |
| 12                                                                                                | | Unia Demokratyczna Jan Lityński (16 193) | | Sojusz Lewicy Demokratycznej Bogumił Zych (7521) |                                                                                                   | Wyborcza Akcja Katolicka Teresa Bazała (9366) |                                                                                                   | Porozumienie Obywatelskie Centrum Jerzy Eysymontt (4691)                                                                                                 |                                                                                                   | Polskie Stronnictwo Ludowe Sojusz Programowy Ryszard Jastrzębski (3390)                                                                                      |                                                                                                   | Konfederacja Polski Niepodległej Adam Ziemiński (5787) |                                                                                                   | Polska Partia Przyjaciół Piwa Leszek Bubel (5259)                                                                                         |  |  |
| 12                                                                                                | Kongres Liberalno-Demokratyczny Mirosław Sośnicki (4754)                                                     | | | |                                                                                                   | |                                                                                                   | |                                                                                                   | |                                                                                                   | |                                                                                                   | |  |  |
| Województwa jeleniogórskie i legnickie                                                            | | | | |                                                                                                   | |                                                                                                   | |                                                                                                   | |                                                                                                   | |                                                                                                   | |  |  |
| Nr                                                                                                | Posłowie wybrani z list poszczególnych komitetów wyborczych (w nawiasach liczba zdobytych głosów)            | Posłowie wybrani z list poszczególnych komitetów wyborczych (w nawiasach liczba zdobytych głosów) | Posłowie wybrani z list poszczególnych komitetów wyborczych (w nawiasach liczba zdobytych głosów)                                     | Posłowie wybrani z list poszczególnych komitetów wyborczych (w nawiasach liczba zdobytych głosów) | Posłowie wybrani z list poszczególnych komitetów wyborczych (w nawiasach liczba zdobytych głosów) | Posłowie wybrani z list poszczególnych komitetów wyborczych (w nawiasach liczba zdobytych głosów)                                                                              | Posłowie wybrani z list poszczególnych komitetów wyborczych (w nawiasach liczba zdobytych głosów) | Posłowie wybrani z list poszczególnych komitetów wyborczych (w nawiasach liczba zdobytych głosów)                                                        | Posłowie wybrani z list poszczególnych komitetów wyborczych (w nawiasach liczba zdobytych głosów) | Posłowie wybrani z list poszczególnych komitetów wyborczych (w nawiasach liczba zdobytych głosów)                                                            | Posłowie wybrani z list poszczególnych komitetów wyborczych (w nawiasach liczba zdobytych głosów) | Posłowie wybrani z list poszczególnych komitetów wyborczych (w nawiasach liczba zdobytych głosów)                                                                        | Posłowie wybrani z list poszczególnych komitetów wyborczych (w nawiasach liczba zdobytych głosów) | Posłowie wybrani z list poszczególnych komitetów wyborczych (w nawiasach liczba zdobytych głosów)                                         |  |  |
| 13                                                                                                | | Unia Demokratyczna Jan Kisiliczyk (8510) Tadeusz Pokrywka (6818) | | Sojusz Lewicy Demokratycznej Irmindo Bocheń (8224) Jerzy Szmajdziński (5706) |                                                                                                   | Polskie Stronnictwo Ludowe Sojusz Programowy Józef Pawlak (4965) |                                                                                                   | Wyborcza Akcja Katolicka Antoni Dzierżyński (5916) |                                                                                                   | Konfederacja Polski Niepodległej Krzysztof Błażejczyk (8767)                                                                                                 |                                                                                                   | Porozumienie Obywatelskie Centrum Andrzej Tyszkiewicz (2281) |                                                                                                   | Kongres Liberalno-Demokratyczny Marek Moszczyński (6582)                                                                                  |  |  |
| 13                                                                                                | | Niezależny Samorządny Związek Zawodowy „Solidarność” Tadeusz Lewandowski (5667) | | Polska Partia Przyjaciół Piwa Tomasz Brach (5903) |                                                                                                   | |                                                                                                   | |                                                                                                   | |                                                                                                   | |                                                                                                   | |  |  |
| Województwa leszczyńskie i zielonogórskie                                                         | | | | |                                                                                                   | |                                                                                                   | |                                                                                                   | |                                                                                                   | |                                                                                                   | |  |  |
| Nr                                                                                                | Posłowie wybrani z list poszczególnych komitetów wyborczych (w nawiasach liczba zdobytych głosów)            | Posłowie wybrani z list poszczególnych komitetów wyborczych (w nawiasach liczba zdobytych głosów) | Posłowie wybrani z list poszczególnych komitetów wyborczych (w nawiasach liczba zdobytych głosów)                                     | Posłowie wybrani z list poszczególnych komitetów wyborczych (w nawiasach liczba zdobytych głosów) | Posłowie wybrani z list poszczególnych komitetów wyborczych (w nawiasach liczba zdobytych głosów) | Posłowie wybrani z list poszczególnych komitetów wyborczych (w nawiasach liczba zdobytych głosów)                                                                              | Posłowie wybrani z list poszczególnych komitetów wyborczych (w nawiasach liczba zdobytych głosów) | Posłowie wybrani z list poszczególnych komitetów wyborczych (w nawiasach liczba zdobytych głosów)                                                        | Posłowie wybrani z list poszczególnych komitetów wyborczych (w nawiasach liczba zdobytych głosów) | Posłowie wybrani z list poszczególnych komitetów wyborczych (w nawiasach liczba zdobytych głosów)                                                            | Posłowie wybrani z list poszczególnych komitetów wyborczych (w nawiasach liczba zdobytych głosów) | Posłowie wybrani z list poszczególnych komitetów wyborczych (w nawiasach liczba zdobytych głosów)                                                                        | Posłowie wybrani z list poszczególnych komitetów wyborczych (w nawiasach liczba zdobytych głosów) | Posłowie wybrani z list poszczególnych komitetów wyborczych (w nawiasach liczba zdobytych głosów)                                         |  |  |
| 14                                                                                                | | Sojusz Lewicy Demokratycznej Tadeusz Biliński (14 963) Zbigniew Gorzelańczyk (7157) | | Polskie Stronnictwo Ludowe Sojusz Programowy Józef Zych (16 411) Janusz Maćkowiak (13 880) |                                                                                                   | Wyborcza Akcja Katolicka Marek Jurek (17 618) |                                                                                                   | Unia Demokratyczna Tomasz Szczepuła (8390) |                                                                                                   | Porozumienie Obywatelskie Centrum Roman Bartoszcze (9374) |                                                                                                   | Kongres Liberalno-Demokratyczny Andrzej Zarębski (8093) |                                                                                                   | Polska Partia Przyjaciół Piwa Marek Kłoczko (5874)                                                                                        |  |  |
| 14                                                                                                | | Konfederacja Polski Niepodległej Iwona Zakrzewska (4302) | | Unia Wielkopolan i Lubuszan Józef Bąk (4751) |                                                                                                   | |                                                                                                   | |                                                                                                   | |                                                                                                   | |                                                                                                   | |  |  |
| Województwo kaliskie                                                                              | | | | |                                                                                                   | |                                                                                                   | |                                                                                                   | |                                                                                                   | |                                                                                                   | |  |  |
| Nr                                                                                                | Posłowie wybrani z list poszczególnych komitetów wyborczych (w nawiasach liczba zdobytych głosów)            | Posłowie wybrani z list poszczególnych komitetów wyborczych (w nawiasach liczba zdobytych głosów) | Posłowie wybrani z list poszczególnych komitetów wyborczych (w nawiasach liczba zdobytych głosów)                                     | Posłowie wybrani z list poszczególnych komitetów wyborczych (w nawiasach liczba zdobytych głosów) | Posłowie wybrani z list poszczególnych komitetów wyborczych (w nawiasach liczba zdobytych głosów) | Posłowie wybrani z list poszczególnych komitetów wyborczych (w nawiasach liczba zdobytych głosów)                                                                              | Posłowie wybrani z list poszczególnych komitetów wyborczych (w nawiasach liczba zdobytych głosów) | Posłowie wybrani z list poszczególnych komitetów wyborczych (w nawiasach liczba zdobytych głosów)                                                        | Posłowie wybrani z list poszczególnych komitetów wyborczych (w nawiasach liczba zdobytych głosów) | Posłowie wybrani z list poszczególnych komitetów wyborczych (w nawiasach liczba zdobytych głosów)                                                            | Posłowie wybrani z list poszczególnych komitetów wyborczych (w nawiasach liczba zdobytych głosów) | Posłowie wybrani z list poszczególnych komitetów wyborczych (w nawiasach liczba zdobytych głosów)                                                                        | Posłowie wybrani z list poszczególnych komitetów wyborczych (w nawiasach liczba zdobytych głosów) | Posłowie wybrani z list poszczególnych komitetów wyborczych (w nawiasach liczba zdobytych głosów)                                         |  |  |
| 15                                                                                                | | Sojusz Lewicy Demokratycznej Marek Siwiec (11 338) | | Polskie Stronnictwo Ludowe Sojusz Programowy Tadeusz Sytek (10 930) |                                                                                                   | Unia Demokratyczna Andrzej Pawłowski (7107) |                                                                                                   | Porozumienie Ludowe Andrzej Wojtyła (6709) |                                                                                                   | Wyborcza Akcja Katolicka Maciej Srebro (5238) |                                                                                                   | Niezależny Samorządny Związek Zawodowy „Solidarność” Antoni Tyrakowski (3604)                                                                                            |                                                                                                   | Konfederacja Polski Niepodległej Przemysław Sytek (4332)                                                                                  |  |  |
| Województwa toruńskie i włocławskie                                                               | | | | |                                                                                                   | |                                                                                                   | |                                                                                                   | |                                                                                                   | |                                                                                                   | |  |  |
| Nr                                                                                                | Posłowie wybrani z list poszczególnych komitetów wyborczych (w nawiasach liczba zdobytych głosów)            | Posłowie wybrani z list poszczególnych komitetów wyborczych (w nawiasach liczba zdobytych głosów) | Posłowie wybrani z list poszczególnych komitetów wyborczych (w nawiasach liczba zdobytych głosów)                                     | Posłowie wybrani z list poszczególnych komitetów wyborczych (w nawiasach liczba zdobytych głosów) | Posłowie wybrani z list poszczególnych komitetów wyborczych (w nawiasach liczba zdobytych głosów) | Posłowie wybrani z list poszczególnych komitetów wyborczych (w nawiasach liczba zdobytych głosów)                                                                              | Posłowie wybrani z list poszczególnych komitetów wyborczych (w nawiasach liczba zdobytych głosów) | Posłowie wybrani z list poszczególnych komitetów wyborczych (w nawiasach liczba zdobytych głosów)                                                        | Posłowie wybrani z list poszczególnych komitetów wyborczych (w nawiasach liczba zdobytych głosów) | Posłowie wybrani z list poszczególnych komitetów wyborczych (w nawiasach liczba zdobytych głosów)                                                            | Posłowie wybrani z list poszczególnych komitetów wyborczych (w nawiasach liczba zdobytych głosów) | Posłowie wybrani z list poszczególnych komitetów wyborczych (w nawiasach liczba zdobytych głosów)                                                                        | Posłowie wybrani z list poszczególnych komitetów wyborczych (w nawiasach liczba zdobytych głosów) | Posłowie wybrani z list poszczególnych komitetów wyborczych (w nawiasach liczba zdobytych głosów)                                         |  |  |
| 16                                                                                                | | Sojusz Lewicy Demokratycznej Kazimierz Nowak (14 193) Marian Żenkiewicz (11 615) | | Unia Demokratyczna Jan Wyrowiński (15 561) |                                                                                                   | Porozumienie Obywatelskie Centrum Bartłomiej Kołodziej (9175) |                                                                                                   | Polskie Stronnictwo Ludowe Sojusz Programowy Jan Szczepaniak (6168)                                                                                      |                                                                                                   | Kongres Liberalno-Demokratyczny Jacek Merkel (14 096) |                                                                                                   | Porozumienie Ludowe Feliks Klimczak (5352) |                                                                                                   | Konfederacja Polski Niepodległej Elżbieta Michalak (4388)                                                                                 |  |  |
| 16                                                                                                | | Wyborcza Akcja Katolicka Jerzy Matyjek (8930) | | Partia X Antoni Czajka (4719) |                                                                                                   | Solidarność Pracy Wojciech Kwiatkowski (2314) |                                                                                                   | |                                                                                                   | |                                                                                                   | |                                                                                                   | |  |  |
| Województwo bydgoskie                                                                             | | | | |                                                                                                   | |                                                                                                   | |                                                                                                   | |                                                                                                   | |                                                                                                   | |  |  |
| Nr                                                                                                | Posłowie wybrani z list poszczególnych komitetów wyborczych (w nawiasach liczba zdobytych głosów)            | Posłowie wybrani z list poszczególnych komitetów wyborczych (w nawiasach liczba zdobytych głosów) | Posłowie wybrani z list poszczególnych komitetów wyborczych (w nawiasach liczba zdobytych głosów)                                     | Posłowie wybrani z list poszczególnych komitetów wyborczych (w nawiasach liczba zdobytych głosów) | Posłowie wybrani z list poszczególnych komitetów wyborczych (w nawiasach liczba zdobytych głosów) | Posłowie wybrani z list poszczególnych komitetów wyborczych (w nawiasach liczba zdobytych głosów)                                                                              | Posłowie wybrani z list poszczególnych komitetów wyborczych (w nawiasach liczba zdobytych głosów) | Posłowie wybrani z list poszczególnych komitetów wyborczych (w nawiasach liczba zdobytych głosów)                                                        | Posłowie wybrani z list poszczególnych komitetów wyborczych (w nawiasach liczba zdobytych głosów) | Posłowie wybrani z list poszczególnych komitetów wyborczych (w nawiasach liczba zdobytych głosów)                                                            | Posłowie wybrani z list poszczególnych komitetów wyborczych (w nawiasach liczba zdobytych głosów) | Posłowie wybrani z list poszczególnych komitetów wyborczych (w nawiasach liczba zdobytych głosów)                                                                        | Posłowie wybrani z list poszczególnych komitetów wyborczych (w nawiasach liczba zdobytych głosów) | Posłowie wybrani z list poszczególnych komitetów wyborczych (w nawiasach liczba zdobytych głosów)                                         |  |  |
| 17                                                                                                | | Sojusz Lewicy Demokratycznej Janusz Zemke (22 192) Anna Bańkowska (14 766) | | Niezależny Samorządny Związek Zawodowy „Solidarność” Jan Rulewski (33 681) |                                                                                                   | Unia Demokratyczna Maria Zajączkowska (8180) |                                                                                                   | Porozumienie Obywatelskie Centrum Antoni Tokarczuk (18 410)                                                                                              |                                                                                                   | Kongres Liberalno-Demokratyczny Marek Koczwara (7827) |                                                                                                   | Konfederacja Polski Niepodległej Adam Sengebusch (6311) |                                                                                                   | Wyborcza Akcja Katolicka Grzegorz Schreiber (5798)                                                                                        |  |  |
| 17                                                                                                | | Bydgoska Lista Jedności Ludowej Wojciech Mojzesowicz (5604) | | Chrześcijańska Demokracja Stefan Pastuszewski (5235) |                                                                                                   | Porozumienie Ludowe Stefan Król (6274) |                                                                                                   | |                                                                                                   | |                                                                                                   | |                                                                                                   | |  |  |
| Województwo poznańskie                                                                            | | | | |                                                                                                   | |                                                                                                   | |                                                                                                   | |                                                                                                   | |                                                                                                   | |  |  |
| Nr                                                                                                | Posłowie wybrani z list poszczególnych komitetów wyborczych (w nawiasach liczba zdobytych głosów)            | Posłowie wybrani z list poszczególnych komitetów wyborczych (w nawiasach liczba zdobytych głosów) | Posłowie wybrani z list poszczególnych komitetów wyborczych (w nawiasach liczba zdobytych głosów)                                     | Posłowie wybrani z list poszczególnych komitetów wyborczych (w nawiasach liczba zdobytych głosów) | Posłowie wybrani z list poszczególnych komitetów wyborczych (w nawiasach liczba zdobytych głosów) | Posłowie wybrani z list poszczególnych komitetów wyborczych (w nawiasach liczba zdobytych głosów)                                                                              | Posłowie wybrani z list poszczególnych komitetów wyborczych (w nawiasach liczba zdobytych głosów) | Posłowie wybrani z list poszczególnych komitetów wyborczych (w nawiasach liczba zdobytych głosów)                                                        | Posłowie wybrani z list poszczególnych komitetów wyborczych (w nawiasach liczba zdobytych głosów) | Posłowie wybrani z list poszczególnych komitetów wyborczych (w nawiasach liczba zdobytych głosów)                                                            | Posłowie wybrani z list poszczególnych komitetów wyborczych (w nawiasach liczba zdobytych głosów) | Posłowie wybrani z list poszczególnych komitetów wyborczych (w nawiasach liczba zdobytych głosów)                                                                        | Posłowie wybrani z list poszczególnych komitetów wyborczych (w nawiasach liczba zdobytych głosów) | Posłowie wybrani z list poszczególnych komitetów wyborczych (w nawiasach liczba zdobytych głosów)                                         |  |  |
| 18                                                                                                | | Unia Demokratyczna Tadeusz Mazowiecki (63 962) Hanna Suchocka (5808) | | Sojusz Lewicy Demokratycznej Andrzej Baraniecki (7159) Krystyna Łybacka (6921) |                                                                                                   | Kongres Liberalno-Demokratyczny Władysław Reichelt (19 386) |                                                                                                   | Polskie Stronnictwo Ludowe Sojusz Programowy Stanisław Kalemba (7368)                                                                                    |                                                                                                   | Wyborcza Akcja Katolicka Piotr Walerych (9072) |                                                                                                   | Wielkopolsce i Polsce Wiesława Ziółkowska (18 727) |                                                                                                   | Porozumienie Obywatelskie Centrum Roman Andrzejewski (6352)                                                                               |  |  |
| 18                                                                                                | | Unia Polityki Realnej Janusz Korwin-Mikke (17 297) | | Niezależny Samorządny Związek Zawodowy „Solidarność” Marek Zieliński (7162) |                                                                                                   | Partia Chrześcijańskich Demokratów Paweł Łączkowski (11 312) |                                                                                                   | Polska Partia Przyjaciół Piwa Cezary Urbaniak (7882) |                                                                                                   | Konfederacja Polski Niepodległej Wojciech Pęgiel (8328) |                                                                                                   | |                                                                                                   | |  |  |
| Województwa gorzowskie i pilskie                                                                  | | | | |                                                                                                   | |                                                                                                   | |                                                                                                   | |                                                                                                   | |                                                                                                   | |  |  |
| Nr                                                                                                | Posłowie wybrani z list poszczególnych komitetów wyborczych (w nawiasach liczba zdobytych głosów)            | Posłowie wybrani z list poszczególnych komitetów wyborczych (w nawiasach liczba zdobytych głosów) | Posłowie wybrani z list poszczególnych komitetów wyborczych (w nawiasach liczba zdobytych głosów)                                     | Posłowie wybrani z list poszczególnych komitetów wyborczych (w nawiasach liczba zdobytych głosów) | Posłowie wybrani z list poszczególnych komitetów wyborczych (w nawiasach liczba zdobytych głosów) | Posłowie wybrani z list poszczególnych komitetów wyborczych (w nawiasach liczba zdobytych głosów)                                                                              | Posłowie wybrani z list poszczególnych komitetów wyborczych (w nawiasach liczba zdobytych głosów) | Posłowie wybrani z list poszczególnych komitetów wyborczych (w nawiasach liczba zdobytych głosów)                                                        | Posłowie wybrani z list poszczególnych komitetów wyborczych (w nawiasach liczba zdobytych głosów) | Posłowie wybrani z list poszczególnych komitetów wyborczych (w nawiasach liczba zdobytych głosów)                                                            | Posłowie wybrani z list poszczególnych komitetów wyborczych (w nawiasach liczba zdobytych głosów) | Posłowie wybrani z list poszczególnych komitetów wyborczych (w nawiasach liczba zdobytych głosów)                                                                        | Posłowie wybrani z list poszczególnych komitetów wyborczych (w nawiasach liczba zdobytych głosów) | Posłowie wybrani z list poszczególnych komitetów wyborczych (w nawiasach liczba zdobytych głosów)                                         |  |  |
| 19                                                                                                | | Sojusz Lewicy Demokratycznej Marek Borowski (15 492) Tadeusz Jędrzejczak (5908) | | Unia Demokratyczna Zygmunt Kufel (11 444) |                                                                                                   | Polskie Stronnictwo Ludowe Sojusz Programowy Zenon Witt (9634) |                                                                                                   | Wyborcza Akcja Katolicka Jerzy Hrybacz (7847) |                                                                                                   | Niezależny Samorządny Związek Zawodowy „Solidarność” Stanisław Sobański (5133)                                                                               |                                                                                                   | Porozumienie Ludowe Wacław Niewiarowski (3226) |                                                                                                   | Konfederacja Polski Niepodległej Robert Tromski (4556)                                                                                    |  |  |
| 19                                                                                                | | Porozumienie Obywatelskie Centrum Józef Orzeł (4604) | | Chrześcijańska Demokracja Józef Hermanowicz (3092) |                                                                                                   | |                                                                                                   | |                                                                                                   | |                                                                                                   | |                                                                                                   | |  |  |
| Województwo szczecińskie                                                                          | | | | |                                                                                                   | |                                                                                                   | |                                                                                                   | |                                                                                                   | |                                                                                                   | |  |  |
| Nr                                                                                                | Posłowie wybrani z list poszczególnych komitetów wyborczych (w nawiasach liczba zdobytych głosów)            | Posłowie wybrani z list poszczególnych komitetów wyborczych (w nawiasach liczba zdobytych głosów) | Posłowie wybrani z list poszczególnych komitetów wyborczych (w nawiasach liczba zdobytych głosów)                                     | Posłowie wybrani z list poszczególnych komitetów wyborczych (w nawiasach liczba zdobytych głosów) | Posłowie wybrani z list poszczególnych komitetów wyborczych (w nawiasach liczba zdobytych głosów) | Posłowie wybrani z list poszczególnych komitetów wyborczych (w nawiasach liczba zdobytych głosów)                                                                              | Posłowie wybrani z list poszczególnych komitetów wyborczych (w nawiasach liczba zdobytych głosów) | Posłowie wybrani z list poszczególnych komitetów wyborczych (w nawiasach liczba zdobytych głosów)                                                        | Posłowie wybrani z list poszczególnych komitetów wyborczych (w nawiasach liczba zdobytych głosów) | Posłowie wybrani z list poszczególnych komitetów wyborczych (w nawiasach liczba zdobytych głosów)                                                            | Posłowie wybrani z list poszczególnych komitetów wyborczych (w nawiasach liczba zdobytych głosów) | Posłowie wybrani z list poszczególnych komitetów wyborczych (w nawiasach liczba zdobytych głosów)                                                                        | Posłowie wybrani z list poszczególnych komitetów wyborczych (w nawiasach liczba zdobytych głosów) | Posłowie wybrani z list poszczególnych komitetów wyborczych (w nawiasach liczba zdobytych głosów)                                         |  |  |
| 20                                                                                                | | Unia Demokratyczna Włodzimierz Puzyna (13 353) Józef Kowalczyk (8826) | | Sojusz Lewicy Demokratycznej Jacek Piechota (18 964) |                                                                                                   | Konfederacja Polski Niepodległej Zbigniew Brzycki (8968) |                                                                                                   | Wyborcza Akcja Katolicka Stanisław Wądołowski (7531) |                                                                                                   | Kongres Liberalno-Demokratyczny Wojciech Wardacki (10 946)                                                                                                   |                                                                                                   | Porozumienie Ludowe Artur Balazs (4930) |                                                                                                   | Polskie Stronnictwo Ludowe Sojusz Programowy Józef Woroszczak (3685)                                                                      |  |  |
| 20                                                                                                | | Niezależny Samorządny Związek Zawodowy „Solidarność” Paweł Kowalczyk (3908) | | Solidarność 80 Stanisław Kocjan (7102) |                                                                                                   | |                                                                                                   | |                                                                                                   | |                                                                                                   | |                                                                                                   | |  |  |
| Województwa koszalińskie i słupskie                                                               | | | | |                                                                                                   | |                                                                                                   | |                                                                                                   | |                                                                                                   | |                                                                                                   | |  |  |
| Nr                                                                                                | Posłowie wybrani z list poszczególnych komitetów wyborczych (w nawiasach liczba zdobytych głosów)            | Posłowie wybrani z list poszczególnych komitetów wyborczych (w nawiasach liczba zdobytych głosów) | Posłowie wybrani z list poszczególnych komitetów wyborczych (w nawiasach liczba zdobytych głosów)                                     | Posłowie wybrani z list poszczególnych komitetów wyborczych (w nawiasach liczba zdobytych głosów) | Posłowie wybrani z list poszczególnych komitetów wyborczych (w nawiasach liczba zdobytych głosów) | Posłowie wybrani z list poszczególnych komitetów wyborczych (w nawiasach liczba zdobytych głosów)                                                                              | Posłowie wybrani z list poszczególnych komitetów wyborczych (w nawiasach liczba zdobytych głosów) | Posłowie wybrani z list poszczególnych komitetów wyborczych (w nawiasach liczba zdobytych głosów)                                                        | Posłowie wybrani z list poszczególnych komitetów wyborczych (w nawiasach liczba zdobytych głosów) | Posłowie wybrani z list poszczególnych komitetów wyborczych (w nawiasach liczba zdobytych głosów)                                                            | Posłowie wybrani z list poszczególnych komitetów wyborczych (w nawiasach liczba zdobytych głosów) | Posłowie wybrani z list poszczególnych komitetów wyborczych (w nawiasach liczba zdobytych głosów)                                                                        | Posłowie wybrani z list poszczególnych komitetów wyborczych (w nawiasach liczba zdobytych głosów) | Posłowie wybrani z list poszczególnych komitetów wyborczych (w nawiasach liczba zdobytych głosów)                                         |  |  |
| 21                                                                                                | | Sojusz Lewicy Demokratycznej Ryszard Ulicki (9568) | | Unia Demokratyczna Jan Król (13 428) |                                                                                                   | Polskie Stronnictwo Ludowe Sojusz Programowy Zbigniew Galek (5587) |                                                                                                   | Porozumienie Obywatelskie Centrum Zdzisław Dubiella (4041)                                                                                               |                                                                                                   | Niezależny Samorządny Związek Zawodowy „Solidarność” Edward Müller (4692)                                                                                    |                                                                                                   | Chrześcijańska Demokracja Władysław Staniuk (2239) |                                                                                                   | Kongres Liberalno-Demokratyczny Wiesław Wójcik (3881)                                                                                     |  |  |
| 21                                                                                                | | Partia X Waldemar Jędryka (2220) | | Polski Związek Zachodni Ryszard Bogusz (567) |                                                                                                   | |                                                                                                   | |                                                                                                   | |                                                                                                   | |                                                                                                   | |  |  |
| Województwo gdańskie                                                                              | | | | |                                                                                                   | |                                                                                                   | |                                                                                                   | |                                                                                                   | |                                                                                                   | |  |  |
| Nr                                                                                                | Posłowie wybrani z list poszczególnych komitetów wyborczych (w nawiasach liczba zdobytych głosów)            | Posłowie wybrani z list poszczególnych komitetów wyborczych (w nawiasach liczba zdobytych głosów) | Posłowie wybrani z list poszczególnych komitetów wyborczych (w nawiasach liczba zdobytych głosów)                                     | Posłowie wybrani z list poszczególnych komitetów wyborczych (w nawiasach liczba zdobytych głosów) | Posłowie wybrani z list poszczególnych komitetów wyborczych (w nawiasach liczba zdobytych głosów) | Posłowie wybrani z list poszczególnych komitetów wyborczych (w nawiasach liczba zdobytych głosów)                                                                              | Posłowie wybrani z list poszczególnych komitetów wyborczych (w nawiasach liczba zdobytych głosów) | Posłowie wybrani z list poszczególnych komitetów wyborczych (w nawiasach liczba zdobytych głosów)                                                        | Posłowie wybrani z list poszczególnych komitetów wyborczych (w nawiasach liczba zdobytych głosów) | Posłowie wybrani z list poszczególnych komitetów wyborczych (w nawiasach liczba zdobytych głosów)                                                            | Posłowie wybrani z list poszczególnych komitetów wyborczych (w nawiasach liczba zdobytych głosów) | Posłowie wybrani z list poszczególnych komitetów wyborczych (w nawiasach liczba zdobytych głosów)                                                                        | Posłowie wybrani z list poszczególnych komitetów wyborczych (w nawiasach liczba zdobytych głosów) | Posłowie wybrani z list poszczególnych komitetów wyborczych (w nawiasach liczba zdobytych głosów)                                         |  |  |
| 22                                                                                                | | Kongres Liberalno-Demokratyczny Donald Tusk (38 778) Tadeusz Bień (10 173) Jarosław Ulatowski (8006) | | Niezależny Samorządny Związek Zawodowy „Solidarność” Bogdan Borusewicz (50 171) Jan Kulas (3807) |                                                                                                   | Unia Demokratyczna Olga Krzyżanowska (17 880) Aleksander Hall (16 422) |                                                                                                   | Wyborcza Akcja Katolicka Alojzy Szablewski (12 900) Feliks Pieczka (9493)                                                                                |                                                                                                   | Sojusz Lewicy Demokratycznej Longin Pastusiak (23 249) |                                                                                                   | Porozumienie Obywatelskie Centrum Czesław Nowak (14 815) |                                                                                                   | Konfederacja Polski Niepodległej Piotr Aszyk (10 286)                                                                                     |  |  |
| 22                                                                                                | | Polskie Stronnictwo Ludowe Sojusz Programowy Sławomir Szatkowski (4006) | | Polska Partia Przyjaciół Piwa Tomasz Holc (5993) |                                                                                                   | Porozumienie Ludowe Antoni Furtak (6270) |                                                                                                   | |                                                                                                   | |                                                                                                   | |                                                                                                   | |  |  |
| Województwa elbląskie i olsztyńskie                                                               | | | | |                                                                                                   | |                                                                                                   | |                                                                                                   | |                                                                                                   | |                                                                                                   | |  |  |
| Nr                                                                                                | Posłowie wybrani z list poszczególnych komitetów wyborczych (w nawiasach liczba zdobytych głosów)            | Posłowie wybrani z list poszczególnych komitetów wyborczych (w nawiasach liczba zdobytych głosów) | Posłowie wybrani z list poszczególnych komitetów wyborczych (w nawiasach liczba zdobytych głosów)                                     | Posłowie wybrani z list poszczególnych komitetów wyborczych (w nawiasach liczba zdobytych głosów) | Posłowie wybrani z list poszczególnych komitetów wyborczych (w nawiasach liczba zdobytych głosów) | Posłowie wybrani z list poszczególnych komitetów wyborczych (w nawiasach liczba zdobytych głosów)                                                                              | Posłowie wybrani z list poszczególnych komitetów wyborczych (w nawiasach liczba zdobytych głosów) | Posłowie wybrani z list poszczególnych komitetów wyborczych (w nawiasach liczba zdobytych głosów)                                                        | Posłowie wybrani z list poszczególnych komitetów wyborczych (w nawiasach liczba zdobytych głosów) | Posłowie wybrani z list poszczególnych komitetów wyborczych (w nawiasach liczba zdobytych głosów)                                                            | Posłowie wybrani z list poszczególnych komitetów wyborczych (w nawiasach liczba zdobytych głosów) | Posłowie wybrani z list poszczególnych komitetów wyborczych (w nawiasach liczba zdobytych głosów)                                                                        | Posłowie wybrani z list poszczególnych komitetów wyborczych (w nawiasach liczba zdobytych głosów) | Posłowie wybrani z list poszczególnych komitetów wyborczych (w nawiasach liczba zdobytych głosów)                                         |  |  |
| 23                                                                                                | | Sojusz Lewicy Demokratycznej Tadeusz Iwiński (13 356) Marian Kozłowski (4966) | | Unia Demokratyczna Mariusz Wesołowski (9904) Andrzej Bober (5821) |                                                                                                   | Polskie Stronnictwo Ludowe Sojusz Programowy Witold Białobrzewski (6799) Marek Domin (4987)                                                                                    |                                                                                                   | Porozumienie Obywatelskie Centrum Edmund Krasowski (18 269)                                                                                              |                                                                                                   | Kongres Liberalno-Demokratyczny Paweł Abramski (5866) |                                                                                                   | Wyborcza Akcja Katolicka Halina Nowina Konopka (8675) |                                                                                                   | Konfederacja Polski Niepodległej Michał Janiszewski (6951)                                                                                |  |  |
| 23                                                                                                | | Partia X Kazimierz Chełstowski (4033) | | Niezależny Samorządny Związek Zawodowy „Solidarność” Jerzy Niczyperowicz (4967) |                                                                                                   | Polska Partia Przyjaciół Piwa Andrzej Zakrzewski (7131) |                                                                                                   | |                                                                                                   | |                                                                                                   | |                                                                                                   | |  |  |
| Województwa ciechanowskie, łomżyńskie i ostrołęckie                                               | | | | |                                                                                                   | |                                                                                                   | |                                                                                                   | |                                                                                                   | |                                                                                                   | |  |  |
| Nr                                                                                                | Posłowie wybrani z list poszczególnych komitetów wyborczych (w nawiasach liczba zdobytych głosów)            | Posłowie wybrani z list poszczególnych komitetów wyborczych (w nawiasach liczba zdobytych głosów) | Posłowie wybrani z list poszczególnych komitetów wyborczych (w nawiasach liczba zdobytych głosów)                                     | Posłowie wybrani z list poszczególnych komitetów wyborczych (w nawiasach liczba zdobytych głosów) | Posłowie wybrani z list poszczególnych komitetów wyborczych (w nawiasach liczba zdobytych głosów) | Posłowie wybrani z list poszczególnych komitetów wyborczych (w nawiasach liczba zdobytych głosów)                                                                              | Posłowie wybrani z list poszczególnych komitetów wyborczych (w nawiasach liczba zdobytych głosów) | Posłowie wybrani z list poszczególnych komitetów wyborczych (w nawiasach liczba zdobytych głosów)                                                        | Posłowie wybrani z list poszczególnych komitetów wyborczych (w nawiasach liczba zdobytych głosów) | Posłowie wybrani z list poszczególnych komitetów wyborczych (w nawiasach liczba zdobytych głosów)                                                            | Posłowie wybrani z list poszczególnych komitetów wyborczych (w nawiasach liczba zdobytych głosów) | Posłowie wybrani z list poszczególnych komitetów wyborczych (w nawiasach liczba zdobytych głosów)                                                                        | Posłowie wybrani z list poszczególnych komitetów wyborczych (w nawiasach liczba zdobytych głosów) | Posłowie wybrani z list poszczególnych komitetów wyborczych (w nawiasach liczba zdobytych głosów)                                         |  |  |
| 24                                                                                                | | Wyborcza Akcja Katolicka Waldemar Modzelewski (12 894) Tadeusz Godlewski (12 261) Kazimierz Pękała (9127) | | Polskie Stronnictwo Ludowe Sojusz Programowy Piotr Barciński (6387) Stanisław Żelichowski (5691) |                                                                                                   | Porozumienie Ludowe Wiesław Janowski (12 406) Józef Gutowski (5052) |                                                                                                   | Sojusz Lewicy Demokratycznej Zbigniew Siemiątkowski (8888)                                                                                               |                                                                                                   | Porozumienie Obywatelskie Centrum Stanisław Węgłowski (3680)                                                                                                 |                                                                                                   | Unia Demokratyczna Jan Piskorski (4329) |                                                                                                   | Chrześcijańska Demokracja Tadeusz Lasocki (2237)                                                                                          |  |  |
| 24                                                                                                | Konfederacja Polski Niepodległej Mieczysław Pawlak (4155)                                                    | | | |                                                                                                   | |                                                                                                   | |                                                                                                   | |                                                                                                   | |                                                                                                   | |  |  |
| Województwa białostockie i suwalskie                                                              | | | | |                                                                                                   | |                                                                                                   | |                                                                                                   | |                                                                                                   | |                                                                                                   | |  |  |
| Nr                                                                                                | Posłowie wybrani z list poszczególnych komitetów wyborczych (w nawiasach liczba zdobytych głosów)            | Posłowie wybrani z list poszczególnych komitetów wyborczych (w nawiasach liczba zdobytych głosów) | Posłowie wybrani z list poszczególnych komitetów wyborczych (w nawiasach liczba zdobytych głosów)                                     | Posłowie wybrani z list poszczególnych komitetów wyborczych (w nawiasach liczba zdobytych głosów) | Posłowie wybrani z list poszczególnych komitetów wyborczych (w nawiasach liczba zdobytych głosów) | Posłowie wybrani z list poszczególnych komitetów wyborczych (w nawiasach liczba zdobytych głosów)                                                                              | Posłowie wybrani z list poszczególnych komitetów wyborczych (w nawiasach liczba zdobytych głosów) | Posłowie wybrani z list poszczególnych komitetów wyborczych (w nawiasach liczba zdobytych głosów)                                                        | Posłowie wybrani z list poszczególnych komitetów wyborczych (w nawiasach liczba zdobytych głosów) | Posłowie wybrani z list poszczególnych komitetów wyborczych (w nawiasach liczba zdobytych głosów)                                                            | Posłowie wybrani z list poszczególnych komitetów wyborczych (w nawiasach liczba zdobytych głosów) | Posłowie wybrani z list poszczególnych komitetów wyborczych (w nawiasach liczba zdobytych głosów)                                                                        | Posłowie wybrani z list poszczególnych komitetów wyborczych (w nawiasach liczba zdobytych głosów) | Posłowie wybrani z list poszczególnych komitetów wyborczych (w nawiasach liczba zdobytych głosów)                                         |  |  |
| 25                                                                                                | | Sojusz Lewicy Demokratycznej Włodzimierz Cimoszewicz (52 677) Janusz Szymański (1659) | | Wyborcza Akcja Katolicka Halina Strębska (9695) Aleksander Usakiewicz (9533) |                                                                                                   | Porozumienie Obywatelskie Centrum Krzysztof Putra (12 128) |                                                                                                   | Unia Demokratyczna Jerzy Kopania (7251) |                                                                                                   | Porozumienie Ludowe Piotr Krutul (7867) |                                                                                                   | Polskie Stronnictwo Ludowe Sojusz Programowy Stanisław Sienkiewicz (3097)                                                                                                |                                                                                                   | Solidarność Pracy Aleksander Małachowski (10 950)                                                                                         |  |  |
| 25                                                                                                | | Kongres Liberalno-Demokratyczny Dariusz Boguski (5658) | | KW Prawosławnych Eugeniusz Czykwin (10 224) |                                                                                                   | Konfederacja Polski Niepodległej Waldemar Polczyński (4277) |                                                                                                   | |                                                                                                   | |                                                                                                   | |                                                                                                   | |  |  |
| Województwa bialskopodlaskie i siedleckie                                                         | | | | |                                                                                                   | |                                                                                                   | |                                                                                                   | |                                                                                                   | |                                                                                                   | |  |  |
| Nr                                                                                                | Posłowie wybrani z list poszczególnych komitetów wyborczych (w nawiasach liczba zdobytych głosów)            | Posłowie wybrani z list poszczególnych komitetów wyborczych (w nawiasach liczba zdobytych głosów) | Posłowie wybrani z list poszczególnych komitetów wyborczych (w nawiasach liczba zdobytych głosów)                                     | Posłowie wybrani z list poszczególnych komitetów wyborczych (w nawiasach liczba zdobytych głosów) | Posłowie wybrani z list poszczególnych komitetów wyborczych (w nawiasach liczba zdobytych głosów) | Posłowie wybrani z list poszczególnych komitetów wyborczych (w nawiasach liczba zdobytych głosów)                                                                              | Posłowie wybrani z list poszczególnych komitetów wyborczych (w nawiasach liczba zdobytych głosów) | Posłowie wybrani z list poszczególnych komitetów wyborczych (w nawiasach liczba zdobytych głosów)                                                        | Posłowie wybrani z list poszczególnych komitetów wyborczych (w nawiasach liczba zdobytych głosów) | Posłowie wybrani z list poszczególnych komitetów wyborczych (w nawiasach liczba zdobytych głosów)                                                            | Posłowie wybrani z list poszczególnych komitetów wyborczych (w nawiasach liczba zdobytych głosów) | Posłowie wybrani z list poszczególnych komitetów wyborczych (w nawiasach liczba zdobytych głosów)                                                                        | Posłowie wybrani z list poszczególnych komitetów wyborczych (w nawiasach liczba zdobytych głosów) | Posłowie wybrani z list poszczególnych komitetów wyborczych (w nawiasach liczba zdobytych głosów)                                         |  |  |
| 26                                                                                                | | Porozumienie Ludowe Gabriel Janowski (49 160) Stefan Szańkowski (1822) Sławomir Hardej (1675) | | Polskie Stronnictwo Ludowe Sojusz Programowy Franciszek Stefaniuk (16 537) Ryszard Smolarek (6349) |                                                                                                   | Wyborcza Akcja Katolicka Marian Piłka (8683) |                                                                                                   | Sojusz Lewicy Demokratycznej Józef Oleksy (18 511) |                                                                                                   | Porozumienie Obywatelskie Centrum Krzysztof Tchórzewski (9962)                                                                                               |                                                                                                   | Konfederacja Polski Niepodległej Jan Mizikowski (3916) |                                                                                                   | Unia Demokratyczna Paweł Zalewski (2996)                                                                                                  |  |  |
| Województwa chełmskie i zamojskie                                                                 | | | | |                                                                                                   | |                                                                                                   | |                                                                                                   | |                                                                                                   | |                                                                                                   | |  |  |
| Nr                                                                                                | Posłowie wybrani z list poszczególnych komitetów wyborczych (w nawiasach liczba zdobytych głosów)            | Posłowie wybrani z list poszczególnych komitetów wyborczych (w nawiasach liczba zdobytych głosów) | Posłowie wybrani z list poszczególnych komitetów wyborczych (w nawiasach liczba zdobytych głosów)                                     | Posłowie wybrani z list poszczególnych komitetów wyborczych (w nawiasach liczba zdobytych głosów) | Posłowie wybrani z list poszczególnych komitetów wyborczych (w nawiasach liczba zdobytych głosów) | Posłowie wybrani z list poszczególnych komitetów wyborczych (w nawiasach liczba zdobytych głosów)                                                                              | Posłowie wybrani z list poszczególnych komitetów wyborczych (w nawiasach liczba zdobytych głosów) | Posłowie wybrani z list poszczególnych komitetów wyborczych (w nawiasach liczba zdobytych głosów)                                                        | Posłowie wybrani z list poszczególnych komitetów wyborczych (w nawiasach liczba zdobytych głosów) | Posłowie wybrani z list poszczególnych komitetów wyborczych (w nawiasach liczba zdobytych głosów)                                                            | Posłowie wybrani z list poszczególnych komitetów wyborczych (w nawiasach liczba zdobytych głosów) | Posłowie wybrani z list poszczególnych komitetów wyborczych (w nawiasach liczba zdobytych głosów)                                                                        | Posłowie wybrani z list poszczególnych komitetów wyborczych (w nawiasach liczba zdobytych głosów) | Posłowie wybrani z list poszczególnych komitetów wyborczych (w nawiasach liczba zdobytych głosów)                                         |  |  |
| 27                                                                                                | | Porozumienie Ludowe Stanisław Czechoński (10 231) | | Sojusz Lewicy Demokratycznej Ryszard Bartosz (17 562) |                                                                                                   | Polskie Stronnictwo Ludowe Sojusz Programowy Jan Kowalik (14 214) |                                                                                                   | Wyborcza Akcja Katolicka Jerzy Michalak (5665) |                                                                                                   | Porozumienie Obywatelskie Centrum Cezary Piasecki (5404) |                                                                                                   | Konfederacja Polski Niepodległej Andrzej Chmiel (5830) |                                                                                                   | Unia Demokratyczna Henryk Wujec (9939) |  |  |
| Województwo lubelskie                                                                             | | | | |                                                                                                   | |                                                                                                   | |                                                                                                   | |                                                                                                   | |                                                                                                   | |  |  |
| Nr                                                                                                | Posłowie wybrani z list poszczególnych komitetów wyborczych (w nawiasach liczba zdobytych głosów)            | Posłowie wybrani z list poszczególnych komitetów wyborczych (w nawiasach liczba zdobytych głosów) | Posłowie wybrani z list poszczególnych komitetów wyborczych (w nawiasach liczba zdobytych głosów)                                     | Posłowie wybrani z list poszczególnych komitetów wyborczych (w nawiasach liczba zdobytych głosów) | Posłowie wybrani z list poszczególnych komitetów wyborczych (w nawiasach liczba zdobytych głosów) | Posłowie wybrani z list poszczególnych komitetów wyborczych (w nawiasach liczba zdobytych głosów)                                                                              | Posłowie wybrani z list poszczególnych komitetów wyborczych (w nawiasach liczba zdobytych głosów) | Posłowie wybrani z list poszczególnych komitetów wyborczych (w nawiasach liczba zdobytych głosów)                                                        | Posłowie wybrani z list poszczególnych komitetów wyborczych (w nawiasach liczba zdobytych głosów) | Posłowie wybrani z list poszczególnych komitetów wyborczych (w nawiasach liczba zdobytych głosów)                                                            | Posłowie wybrani z list poszczególnych komitetów wyborczych (w nawiasach liczba zdobytych głosów) | Posłowie wybrani z list poszczególnych komitetów wyborczych (w nawiasach liczba zdobytych głosów)                                                                        | Posłowie wybrani z list poszczególnych komitetów wyborczych (w nawiasach liczba zdobytych głosów) | Posłowie wybrani z list poszczególnych komitetów wyborczych (w nawiasach liczba zdobytych głosów)                                         |  |  |
| 28                                                                                                | | Konfederacja Polski Niepodległej Dariusz Wójcik (23 886) Krzysztof Kamiński (4594) | | Sojusz Lewicy Demokratycznej Izabella Sierakowska (30 817) |                                                                                                   | Porozumienie Ludowe Roman Wierzbicki (10 275) |                                                                                                   | Porozumienie Obywatelskie Centrum Teresa Liszcz (16 611)                                                                                                 |                                                                                                   | Polskie Stronnictwo Ludowe Sojusz Programowy Marian Starownik (9723)                                                                                         |                                                                                                   | Unia Demokratyczna Ryszard Setnik (10 956) |                                                                                                   | Wyborcza Akcja Katolicka Wiesław Chrzanowski (18 411)                                                                                     |  |  |
| 28                                                                                                | | Kongres Liberalno-Demokratyczny Janusz Lewandowski (8377) | | Niezależny Samorządny Związek Zawodowy „Solidarność” Stanisław Węglarz (5411) |                                                                                                   | |                                                                                                   | |                                                                                                   | |                                                                                                   | |                                                                                                   | |  |  |
| Województwa rzeszowskie i tarnobrzeskie                                                           | | | | |                                                                                                   | |                                                                                                   | |                                                                                                   | |                                                                                                   | |                                                                                                   | |  |  |
| Nr                                                                                                | Posłowie wybrani z list poszczególnych komitetów wyborczych (w nawiasach liczba zdobytych głosów)            | Posłowie wybrani z list poszczególnych komitetów wyborczych (w nawiasach liczba zdobytych głosów) | Posłowie wybrani z list poszczególnych komitetów wyborczych (w nawiasach liczba zdobytych głosów)                                     | Posłowie wybrani z list poszczególnych komitetów wyborczych (w nawiasach liczba zdobytych głosów) | Posłowie wybrani z list poszczególnych komitetów wyborczych (w nawiasach liczba zdobytych głosów) | Posłowie wybrani z list poszczególnych komitetów wyborczych (w nawiasach liczba zdobytych głosów)                                                                              | Posłowie wybrani z list poszczególnych komitetów wyborczych (w nawiasach liczba zdobytych głosów) | Posłowie wybrani z list poszczególnych komitetów wyborczych (w nawiasach liczba zdobytych głosów)                                                        | Posłowie wybrani z list poszczególnych komitetów wyborczych (w nawiasach liczba zdobytych głosów) | Posłowie wybrani z list poszczególnych komitetów wyborczych (w nawiasach liczba zdobytych głosów)                                                            | Posłowie wybrani z list poszczególnych komitetów wyborczych (w nawiasach liczba zdobytych głosów) | Posłowie wybrani z list poszczególnych komitetów wyborczych (w nawiasach liczba zdobytych głosów)                                                                        | Posłowie wybrani z list poszczególnych komitetów wyborczych (w nawiasach liczba zdobytych głosów) | Posłowie wybrani z list poszczególnych komitetów wyborczych (w nawiasach liczba zdobytych głosów)                                         |  |  |
| 29                                                                                                | | Porozumienie Ludowe Józef Frączek (19 611) Henryk Suchora (6358) | | Polskie Stronnictwo Ludowe Sojusz Programowy Aleksander Bentkowski (14 568) Jan Majewski (5735) |                                                                                                   | Wyborcza Akcja Katolicka Waldemar Sikora (13 015) Adam Matuszczak (9156) |                                                                                                   | Konfederacja Polski Niepodległej Zygmunt Łenyk (8613) |                                                                                                   | Porozumienie Obywatelskie Centrum Jacek Bujak (11 679) |                                                                                                   | Sojusz Lewicy Demokratycznej Jerzy Jaskiernia (10 652) |                                                                                                   | Niezależny Samorządny Związek Zawodowy „Solidarność” Barbara Frączek (6420)                                                               |  |  |
| 29                                                                                                | | Unia Demokratyczna Władysław Liwak (6743) | | Stronnictwo Demokratyczne Jan Świtka (5126) |                                                                                                   | Chrześcijańska Demokracja Henryk Rospara (1486) |                                                                                                   | |                                                                                                   | |                                                                                                   | |                                                                                                   | |  |  |
| Województwa krośnieńskie i przemyskie                                                             | | | | |                                                                                                   | |                                                                                                   | |                                                                                                   | |                                                                                                   | |                                                                                                   | |  |  |
| Nr                                                                                                | Posłowie wybrani z list poszczególnych komitetów wyborczych (w nawiasach liczba zdobytych głosów)            | Posłowie wybrani z list poszczególnych komitetów wyborczych (w nawiasach liczba zdobytych głosów) | Posłowie wybrani z list poszczególnych komitetów wyborczych (w nawiasach liczba zdobytych głosów)                                     | Posłowie wybrani z list poszczególnych komitetów wyborczych (w nawiasach liczba zdobytych głosów) | Posłowie wybrani z list poszczególnych komitetów wyborczych (w nawiasach liczba zdobytych głosów) | Posłowie wybrani z list poszczególnych komitetów wyborczych (w nawiasach liczba zdobytych głosów)                                                                              | Posłowie wybrani z list poszczególnych komitetów wyborczych (w nawiasach liczba zdobytych głosów) | Posłowie wybrani z list poszczególnych komitetów wyborczych (w nawiasach liczba zdobytych głosów)                                                        | Posłowie wybrani z list poszczególnych komitetów wyborczych (w nawiasach liczba zdobytych głosów) | Posłowie wybrani z list poszczególnych komitetów wyborczych (w nawiasach liczba zdobytych głosów)                                                            | Posłowie wybrani z list poszczególnych komitetów wyborczych (w nawiasach liczba zdobytych głosów) | Posłowie wybrani z list poszczególnych komitetów wyborczych (w nawiasach liczba zdobytych głosów)                                                                        | Posłowie wybrani z list poszczególnych komitetów wyborczych (w nawiasach liczba zdobytych głosów) | Posłowie wybrani z list poszczególnych komitetów wyborczych (w nawiasach liczba zdobytych głosów)                                         |  |  |
| 30                                                                                                | | Polskie Stronnictwo Ludowe Sojusz Programowy Zbigniew Mierzwa (17 434) Władysław Wrona (8937) | | Porozumienie Ludowe Tadeusz Wójcik (7633) |                                                                                                   | Porozumienie Obywatelskie Centrum Tadeusz Górczyk (6575) |                                                                                                   | Wyborcza Akcja Katolicka Stanisław Zając (7964) |                                                                                                   | Konfederacja Polski Niepodległej Andrzej Mazurkiewicz (12 873)                                                                                               |                                                                                                   | Unia Demokratyczna Janusz Onyszkiewicz (13 075) |                                                                                                   | Sojusz Lewicy Demokratycznej Bronisława Bajor (3399)                                                                                      |  |  |
| 30                                                                                                | Niezależny Samorządny Związek Zawodowy „Solidarność” Stanisław Baran (3766)                                  | | | |                                                                                                   | |                                                                                                   | |                                                                                                   | |                                                                                                   | |                                                                                                   | |  |  |
| Województwo tarnowskie                                                                            | | | | |                                                                                                   | |                                                                                                   | |                                                                                                   | |                                                                                                   | |                                                                                                   | |  |  |
| Nr                                                                                                | Posłowie wybrani z list poszczególnych komitetów wyborczych (w nawiasach liczba zdobytych głosów)            | Posłowie wybrani z list poszczególnych komitetów wyborczych (w nawiasach liczba zdobytych głosów) | Posłowie wybrani z list poszczególnych komitetów wyborczych (w nawiasach liczba zdobytych głosów)                                     | Posłowie wybrani z list poszczególnych komitetów wyborczych (w nawiasach liczba zdobytych głosów) | Posłowie wybrani z list poszczególnych komitetów wyborczych (w nawiasach liczba zdobytych głosów) | Posłowie wybrani z list poszczególnych komitetów wyborczych (w nawiasach liczba zdobytych głosów)                                                                              | Posłowie wybrani z list poszczególnych komitetów wyborczych (w nawiasach liczba zdobytych głosów) | Posłowie wybrani z list poszczególnych komitetów wyborczych (w nawiasach liczba zdobytych głosów)                                                        | Posłowie wybrani z list poszczególnych komitetów wyborczych (w nawiasach liczba zdobytych głosów) | Posłowie wybrani z list poszczególnych komitetów wyborczych (w nawiasach liczba zdobytych głosów)                                                            | Posłowie wybrani z list poszczególnych komitetów wyborczych (w nawiasach liczba zdobytych głosów) | Posłowie wybrani z list poszczególnych komitetów wyborczych (w nawiasach liczba zdobytych głosów)                                                                        | Posłowie wybrani z list poszczególnych komitetów wyborczych (w nawiasach liczba zdobytych głosów) | Posłowie wybrani z list poszczególnych komitetów wyborczych (w nawiasach liczba zdobytych głosów)                                         |  |  |
| 31                                                                                                | | Ludowe Porozumienie Wyborcze „Piast” Władysław Żabiński (23 611) | | Porozumienie Obywatelskie Centrum Janusz Choiński (11 727) |                                                                                                   | Unia Demokratyczna Gwidon Wójcik (10 661) |                                                                                                   | Konfederacja Polski Niepodległej Leszek Golba (12 471)                                                                                                   |                                                                                                   | Partia Chrześcijańskich Demokratów Wiesław Klisiewicz (6141)                                                                                                 |                                                                                                   | Wyborcza Akcja Katolicka Mariusz Grabowski (12 500) |                                                                                                   | Sojusz Lewicy Demokratycznej Czesław Sterkowicz (3586)                                                                                    |  |  |
| Województwo nowosądeckie                                                                          | | | | |                                                                                                   | |                                                                                                   | |                                                                                                   | |                                                                                                   | |                                                                                                   | |  |  |
| Nr                                                                                                | Posłowie wybrani z list poszczególnych komitetów wyborczych (w nawiasach liczba zdobytych głosów)            | Posłowie wybrani z list poszczególnych komitetów wyborczych (w nawiasach liczba zdobytych głosów) | Posłowie wybrani z list poszczególnych komitetów wyborczych (w nawiasach liczba zdobytych głosów)                                     | Posłowie wybrani z list poszczególnych komitetów wyborczych (w nawiasach liczba zdobytych głosów) | Posłowie wybrani z list poszczególnych komitetów wyborczych (w nawiasach liczba zdobytych głosów) | Posłowie wybrani z list poszczególnych komitetów wyborczych (w nawiasach liczba zdobytych głosów)                                                                              | Posłowie wybrani z list poszczególnych komitetów wyborczych (w nawiasach liczba zdobytych głosów) | Posłowie wybrani z list poszczególnych komitetów wyborczych (w nawiasach liczba zdobytych głosów)                                                        | Posłowie wybrani z list poszczególnych komitetów wyborczych (w nawiasach liczba zdobytych głosów) | Posłowie wybrani z list poszczególnych komitetów wyborczych (w nawiasach liczba zdobytych głosów)                                                            | Posłowie wybrani z list poszczególnych komitetów wyborczych (w nawiasach liczba zdobytych głosów) | Posłowie wybrani z list poszczególnych komitetów wyborczych (w nawiasach liczba zdobytych głosów)                                                                        | Posłowie wybrani z list poszczególnych komitetów wyborczych (w nawiasach liczba zdobytych głosów) | Posłowie wybrani z list poszczególnych komitetów wyborczych (w nawiasach liczba zdobytych głosów)                                         |  |  |
| 32                                                                                                | | Porozumienie Obywatelskie Centrum Lech Kaczyński (15 813) | | Porozumienie Ludowe Zygmunt Berdychowski (13 413) |                                                                                                   | Związek Podhalan Andrzej Gąsienica-Makowski (10 866) |                                                                                                   | Wyborcza Akcja Katolicka Stanisław Rakoczy (11 194) |                                                                                                   | Unia Demokratyczna Stanisław Żurowski (7671) |                                                                                                   | Konfederacja Polski Niepodległej Henryk Opilo (4686) |                                                                                                   | Polskie Stronnictwo Ludowe Sojusz Programowy Bronisław Dutka (5736)                                                                       |  |  |
| Województwo krakowskie                                                                            | | | | |                                                                                                   | |                                                                                                   | |                                                                                                   | |                                                                                                   | |                                                                                                   | |  |  |
| Nr                                                                                                | Posłowie wybrani z list poszczególnych komitetów wyborczych (w nawiasach liczba zdobytych głosów)            | Posłowie wybrani z list poszczególnych komitetów wyborczych (w nawiasach liczba zdobytych głosów) | Posłowie wybrani z list poszczególnych komitetów wyborczych (w nawiasach liczba zdobytych głosów)                                     | Posłowie wybrani z list poszczególnych komitetów wyborczych (w nawiasach liczba zdobytych głosów) | Posłowie wybrani z list poszczególnych komitetów wyborczych (w nawiasach liczba zdobytych głosów) | Posłowie wybrani z list poszczególnych komitetów wyborczych (w nawiasach liczba zdobytych głosów)                                                                              | Posłowie wybrani z list poszczególnych komitetów wyborczych (w nawiasach liczba zdobytych głosów) | Posłowie wybrani z list poszczególnych komitetów wyborczych (w nawiasach liczba zdobytych głosów)                                                        | Posłowie wybrani z list poszczególnych komitetów wyborczych (w nawiasach liczba zdobytych głosów) | Posłowie wybrani z list poszczególnych komitetów wyborczych (w nawiasach liczba zdobytych głosów)                                                            | Posłowie wybrani z list poszczególnych komitetów wyborczych (w nawiasach liczba zdobytych głosów) | Posłowie wybrani z list poszczególnych komitetów wyborczych (w nawiasach liczba zdobytych głosów)                                                                        | Posłowie wybrani z list poszczególnych komitetów wyborczych (w nawiasach liczba zdobytych głosów) | Posłowie wybrani z list poszczególnych komitetów wyborczych (w nawiasach liczba zdobytych głosów)                                         |  |  |
| 33                                                                                                | | Unia Demokratyczna Jan Rokita (59 941) Józefa Hennel (11 042) Tadeusz Syryjczyk (3845) | | Konfederacja Polski Niepodległej Leszek Moczulski (70 225) Mirosław Lewandowski (518) |                                                                                                   | Porozumienie Obywatelskie Centrum Kazimierz Barczyk (12 310) |                                                                                                   | Kongres Liberalno-Demokratyczny Waldemar Pelc (17 370)                                                                                                   |                                                                                                   | Sojusz Lewicy Demokratycznej Aleksander Krawczuk (13 487) |                                                                                                   | Wyborcza Akcja Katolicka Zbigniew Dyka (10 334) |                                                                                                   | Krakowska Koalicja Solidarni z Prezydentem Mieczysław Gil (22 834)                                                                        |  |  |
| 33                                                                                                | | Polskie Stronnictwo Ludowe Sojusz Programowy Andrzej Bajołek (4104) | | Solidarność Pracy Piotr Czarnecki (3570) |                                                                                                   | Sojusz Kobiet Przeciw Trudnościom Życia Bożena Gaj (1107) |                                                                                                   | |                                                                                                   | |                                                                                                   | |                                                                                                   | |  |  |
| Województwo bielskie                                                                              | | | | |                                                                                                   | |                                                                                                   | |                                                                                                   | |                                                                                                   | |                                                                                                   | |  |  |
| Nr                                                                                                | Posłowie wybrani z list poszczególnych komitetów wyborczych (w nawiasach liczba zdobytych głosów)            | Posłowie wybrani z list poszczególnych komitetów wyborczych (w nawiasach liczba zdobytych głosów) | Posłowie wybrani z list poszczególnych komitetów wyborczych (w nawiasach liczba zdobytych głosów)                                     | Posłowie wybrani z list poszczególnych komitetów wyborczych (w nawiasach liczba zdobytych głosów) | Posłowie wybrani z list poszczególnych komitetów wyborczych (w nawiasach liczba zdobytych głosów) | Posłowie wybrani z list poszczególnych komitetów wyborczych (w nawiasach liczba zdobytych głosów)                                                                              | Posłowie wybrani z list poszczególnych komitetów wyborczych (w nawiasach liczba zdobytych głosów) | Posłowie wybrani z list poszczególnych komitetów wyborczych (w nawiasach liczba zdobytych głosów)                                                        | Posłowie wybrani z list poszczególnych komitetów wyborczych (w nawiasach liczba zdobytych głosów) | Posłowie wybrani z list poszczególnych komitetów wyborczych (w nawiasach liczba zdobytych głosów)                                                            | Posłowie wybrani z list poszczególnych komitetów wyborczych (w nawiasach liczba zdobytych głosów) | Posłowie wybrani z list poszczególnych komitetów wyborczych (w nawiasach liczba zdobytych głosów)                                                                        | Posłowie wybrani z list poszczególnych komitetów wyborczych (w nawiasach liczba zdobytych głosów) | Posłowie wybrani z list poszczególnych komitetów wyborczych (w nawiasach liczba zdobytych głosów)                                         |  |  |
| 34                                                                                                | | Wyborcza Akcja Katolicka Bogumiła Boba (7313) | | Unia Demokratyczna Grażyna Staniszewska (24 987) |                                                                                                   | Porozumienie Obywatelskie Centrum Józef Kania (10 244) |                                                                                                   | Niezależny Samorządny Związek Zawodowy „Solidarność” Stanisław Wąsik (10 486)                                                                            |                                                                                                   | Kongres Liberalno-Demokratyczny Jan Pamuła (13 700) |                                                                                                   | Polskie Stronnictwo Ludowe Sojusz Programowy Józef Cinal (4454) |                                                                                                   | Sojusz Lewicy Demokratycznej Ewa Spychalska (10 947)                                                                                      |  |  |
| 34                                                                                                | | Polska Partia Przyjaciół Piwa Jerzy Dziewulski (5570) | | Polski Związek Zachodni Kazimierz Wilk (270) |                                                                                                   | |                                                                                                   | |                                                                                                   | |                                                                                                   | |                                                                                                   | |  |  |
| Województwo katowickie                                                                            | | | | |                                                                                                   | |                                                                                                   | |                                                                                                   | |                                                                                                   | |                                                                                                   | |  |  |
| Nr                                                                                                | Posłowie wybrani z list poszczególnych komitetów wyborczych (w nawiasach liczba zdobytych głosów)            | Posłowie wybrani z list poszczególnych komitetów wyborczych (w nawiasach liczba zdobytych głosów) | Posłowie wybrani z list poszczególnych komitetów wyborczych (w nawiasach liczba zdobytych głosów)                                     | Posłowie wybrani z list poszczególnych komitetów wyborczych (w nawiasach liczba zdobytych głosów) | Posłowie wybrani z list poszczególnych komitetów wyborczych (w nawiasach liczba zdobytych głosów) | Posłowie wybrani z list poszczególnych komitetów wyborczych (w nawiasach liczba zdobytych głosów)                                                                              | Posłowie wybrani z list poszczególnych komitetów wyborczych (w nawiasach liczba zdobytych głosów) | Posłowie wybrani z list poszczególnych komitetów wyborczych (w nawiasach liczba zdobytych głosów)                                                        | Posłowie wybrani z list poszczególnych komitetów wyborczych (w nawiasach liczba zdobytych głosów) | Posłowie wybrani z list poszczególnych komitetów wyborczych (w nawiasach liczba zdobytych głosów)                                                            | Posłowie wybrani z list poszczególnych komitetów wyborczych (w nawiasach liczba zdobytych głosów) | Posłowie wybrani z list poszczególnych komitetów wyborczych (w nawiasach liczba zdobytych głosów)                                                                        | Posłowie wybrani z list poszczególnych komitetów wyborczych (w nawiasach liczba zdobytych głosów) | Posłowie wybrani z list poszczególnych komitetów wyborczych (w nawiasach liczba zdobytych głosów)                                         |  |  |
| 35                                                                                                | | Sojusz Lewicy Demokratycznej Ireneusz Sekuła (21 325) Andrzej Szarawarski (15 567) | | Konfederacja Polski Niepodległej Tomasz Karwowski (20 784) Jarosław Wartak (3773) |                                                                                                   | Unia Demokratyczna Jerzy Zdrada (11 296) |                                                                                                   | Polskie Stronnictwo Ludowe Jacek Soska (12 891) |                                                                                                   | Niezależny Samorządny Związek Zawodowy „Solidarność” Sławomir Panek (4823)                                                                                   |                                                                                                   | Kongres Liberalno-Demokratyczny Andrzej Hardy (5776) |                                                                                                   | Porozumienie Obywatelskie Centrum Marek Lasota (4459)                                                                                     |  |  |
| 35                                                                                                | Polska Partia Przyjaciół Piwa Sławomir Chabiński (5599)                                                      | | | |                                                                                                   | |                                                                                                   | |                                                                                                   | |                                                                                                   | |                                                                                                   | |  |  |
| 36                                                                                                | | Unia Demokratyczna Irena Lipowicz (18 495) Piotr Polmański (9312) | | Kongres Liberalno-Demokratyczny Jan Rzymełka (13 622) Andrzej Raj (13 183) |                                                                                                   | Sojusz Lewicy Demokratycznej Barbara Blida (12 427) Czesław Śleziak (7863) |                                                                                                   | Niezależny Samorządny Związek Zawodowy „Solidarność” Alojzy Pietrzyk (21 979) Elżbieta Seferowicz (3033)                                                 |                                                                                                   | Konfederacja Polski Niepodległej Adam Słomka (21 460) |                                                                                                   | Porozumienie Obywatelskie Centrum Bolesław Twaróg (11 216) |                                                                                                   | Ruch Autonomii Śląska Kazimierz Świtoń (6989)                                                                                             |  |  |
| 36                                                                                                | | Polska Partia Przyjaciół Piwa Andrzej Czernecki (12 288) | | Wyborcza Akcja Katolicka Grzegorz Kazimierski (7997) |                                                                                                   | Mniejszość Niemiecka Erhard Bastek (5159) |                                                                                                   | Unia Polityki Realnej Andrzej Sielańczyk (6453) |                                                                                                   | Partia Chrześcijańskich Demokratów Anna Knysok (6211) |                                                                                                   | Polski Związek Zachodni Janina Kraus (893) |                                                                                                   | |  |  |
| 37                                                                                                | | Unia Demokratyczna Andrzej Potocki (18 428) Józef Meisel (4887) | | Konfederacja Polski Niepodległej Andrzej Andrzejczak (19 823) |                                                                                                   | Kongres Liberalno-Demokratyczny Bogusław Choina (8665) |                                                                                                   | Porozumienie Obywatelskie Centrum Czesław Sobierajski (10 527)                                                                                           |                                                                                                   | Sojusz Lewicy Demokratycznej Wacław Martyniuk (10 227) |                                                                                                   | Mniejszość Niemiecka Willibald Fabian (7349) |                                                                                                   | Niezależny Samorządny Związek Zawodowy „Solidarność” Tadeusz Jedynak (8868)                                                               |  |  |
| 37                                                                                                | | Ruch Autonomii Śląska Paweł Musioł (8193) | | Wyborcza Akcja Katolicka Jadwiga Rudnicka (6818) |                                                                                                   | Partia Chrześcijańskich Demokratów Janusz Steinhoff (3618) |                                                                                                   | Polska Partia Przyjaciół Piwa Tomasz Bańkowski (8243) |                                                                                                   | Polski Związek Zachodni Danuta Wierzbicka (698) |                                                                                                   | |                                                                                                   | |  |  |